# Nyitra látnivalóinak listája

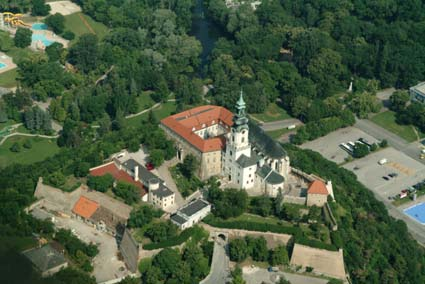
Nyitra vára

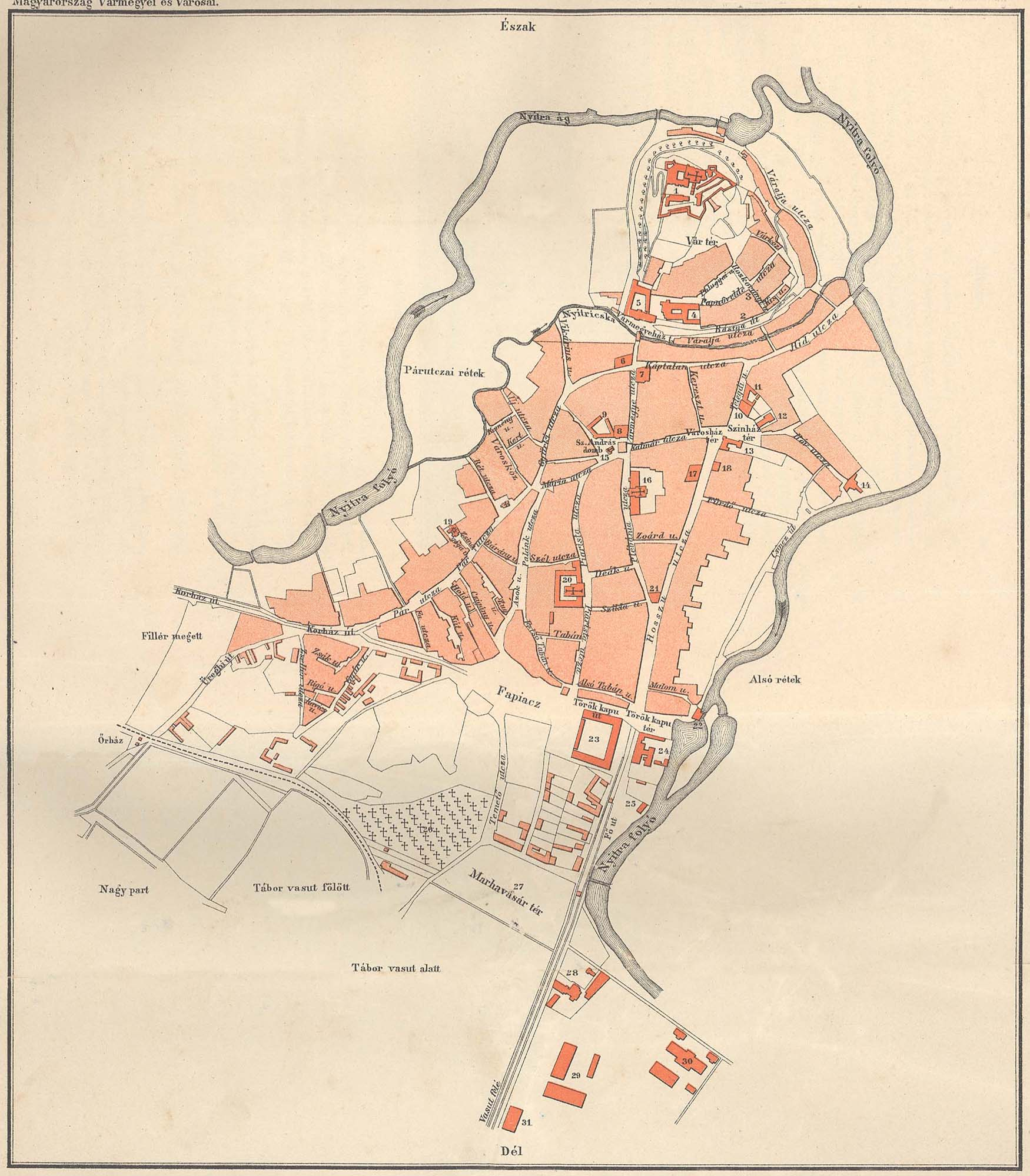
Nyitra 19. századi várostérképe

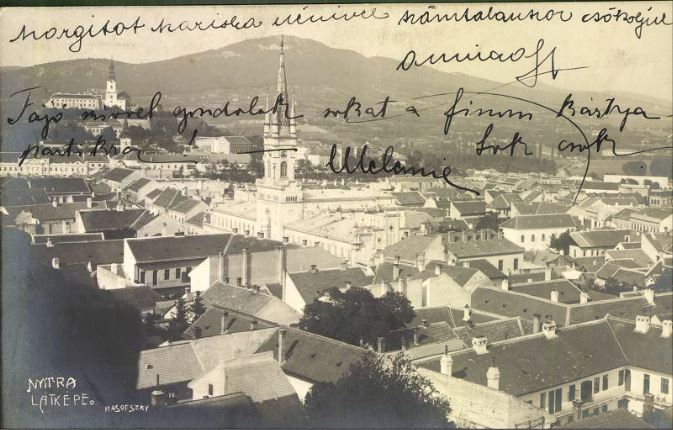
1913-as látkép

Ez a lista Nyitra műemlékeit és egyéb látnivalóit tartalmazza.

## Élővilág és természet

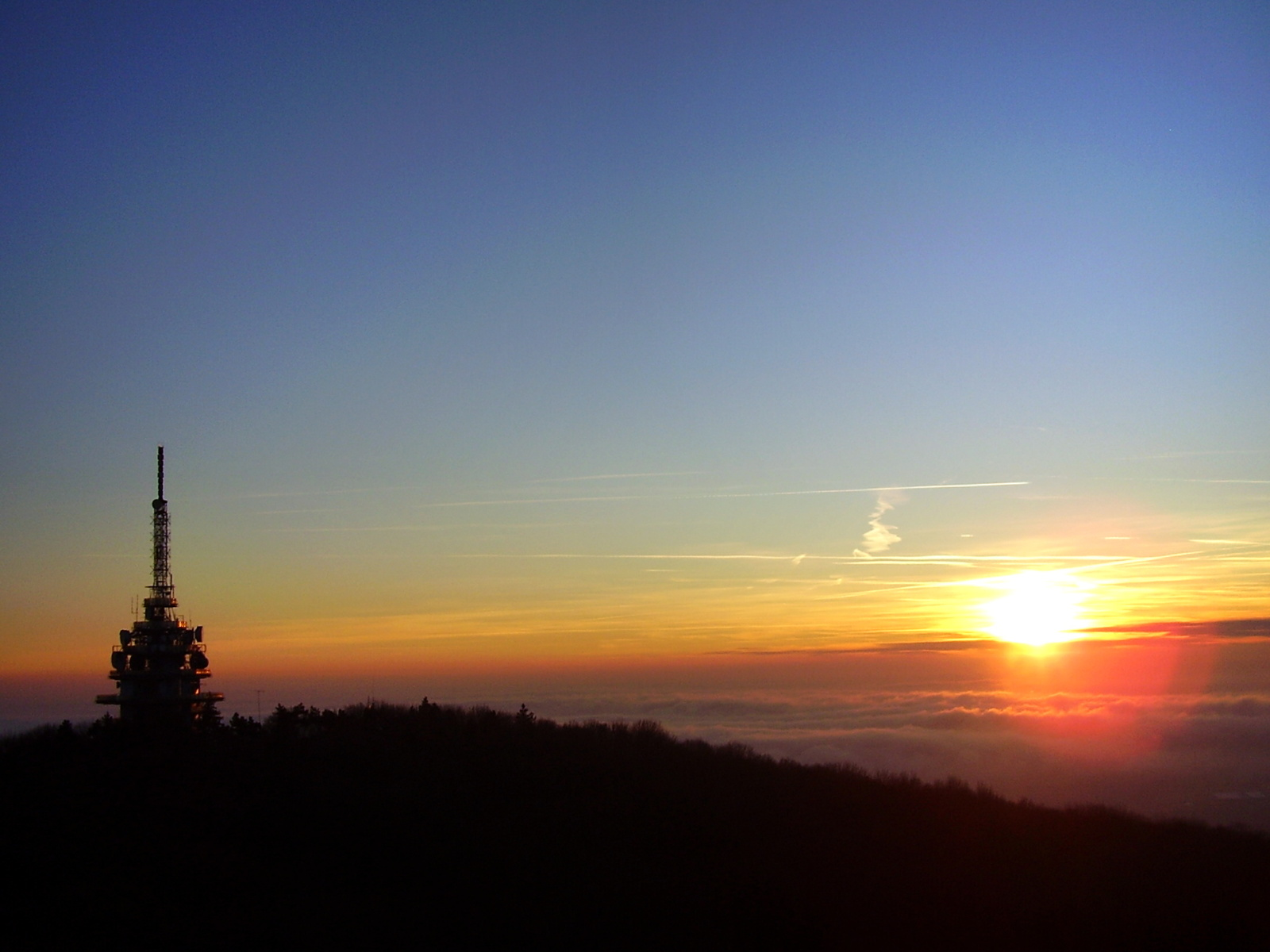
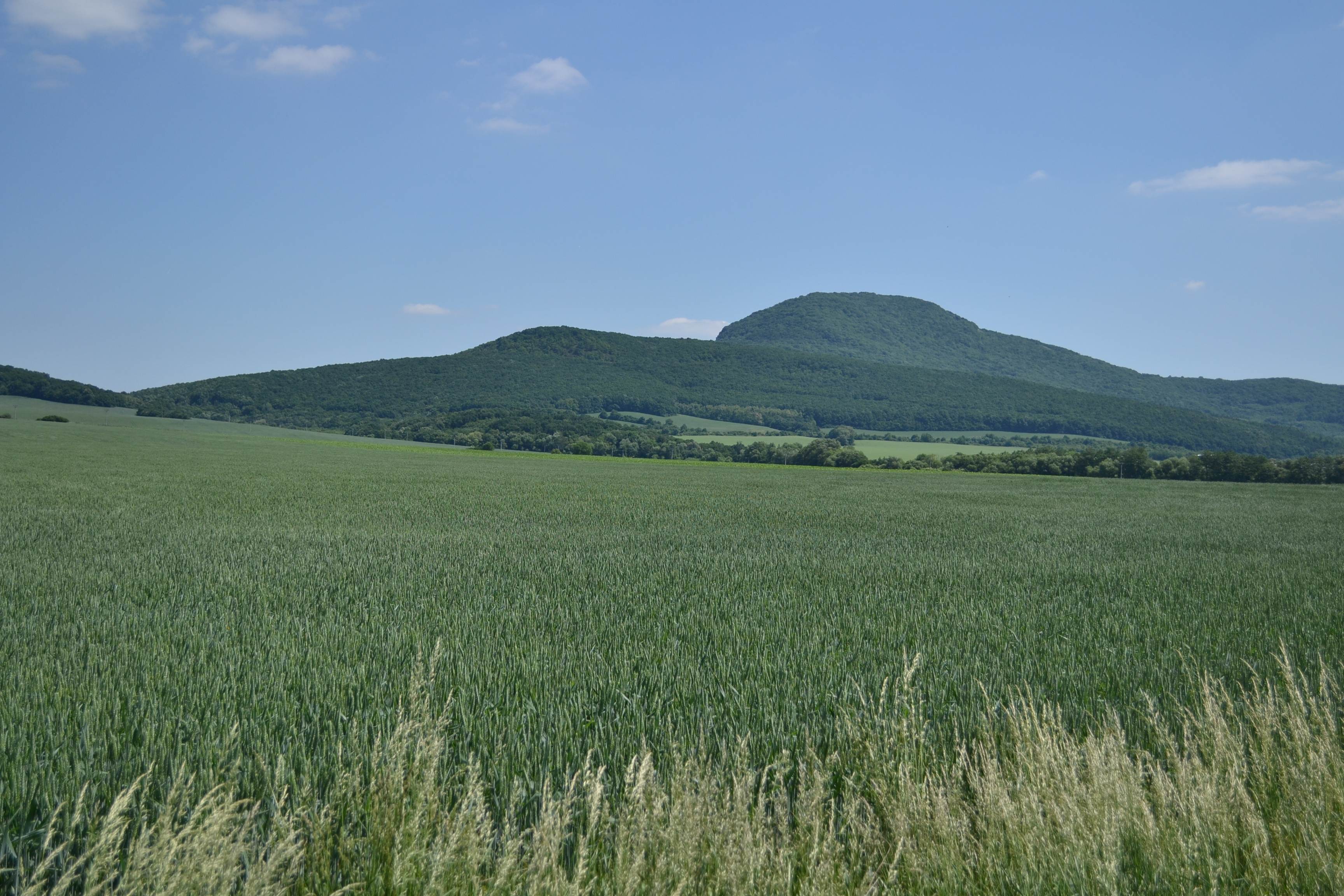
Kilátás a Zsibricára
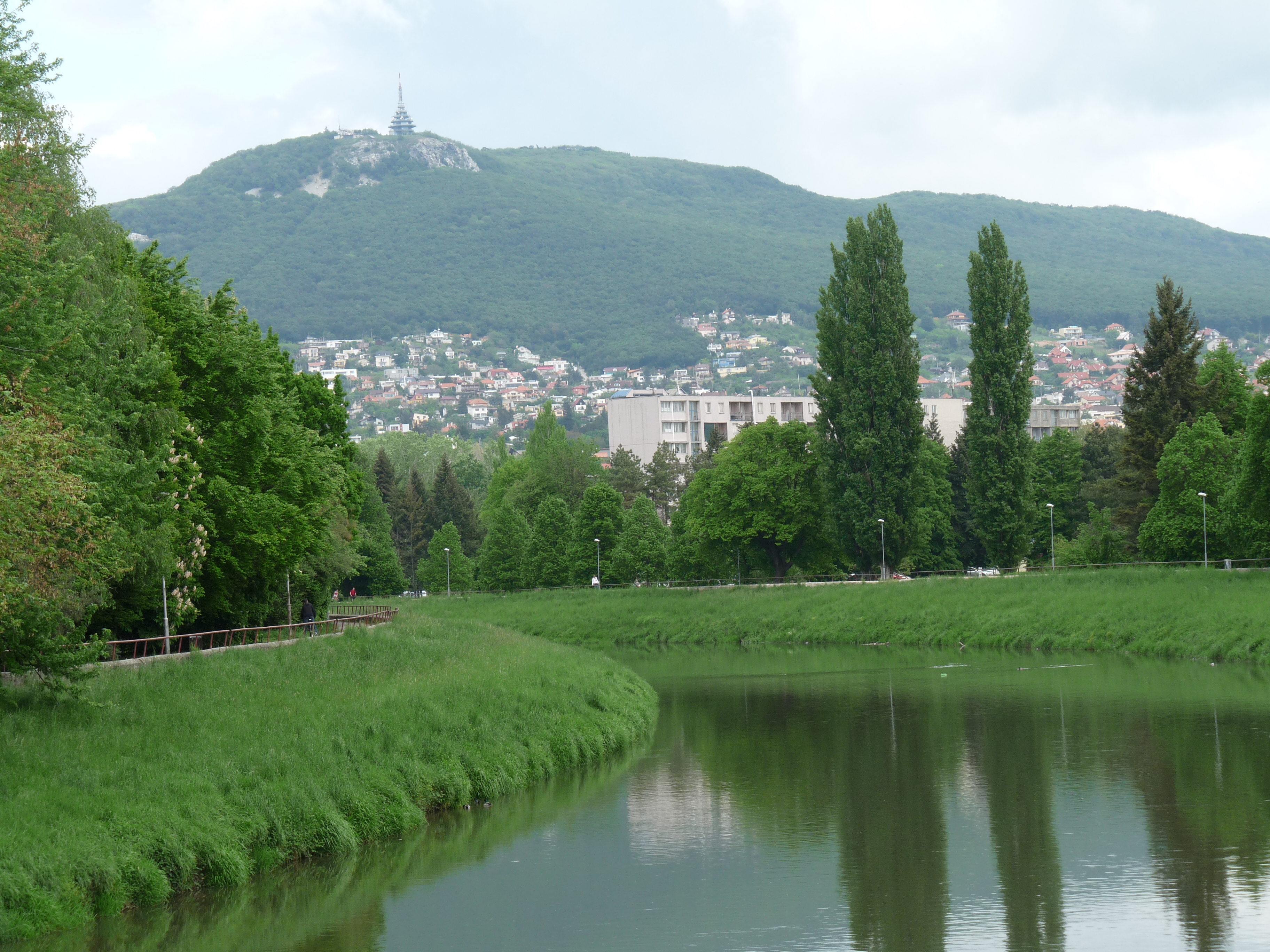
A Nyitra folyó ma
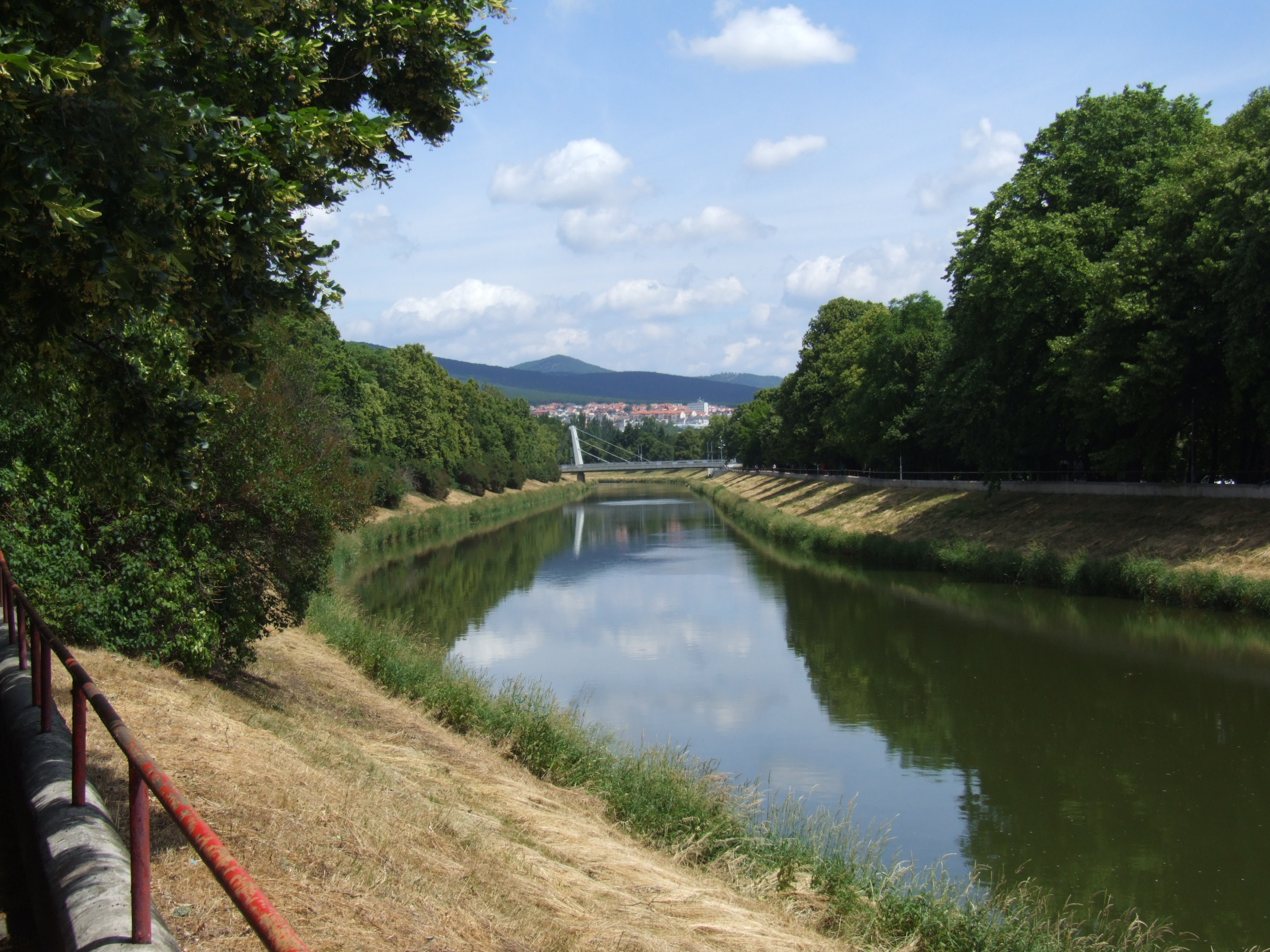
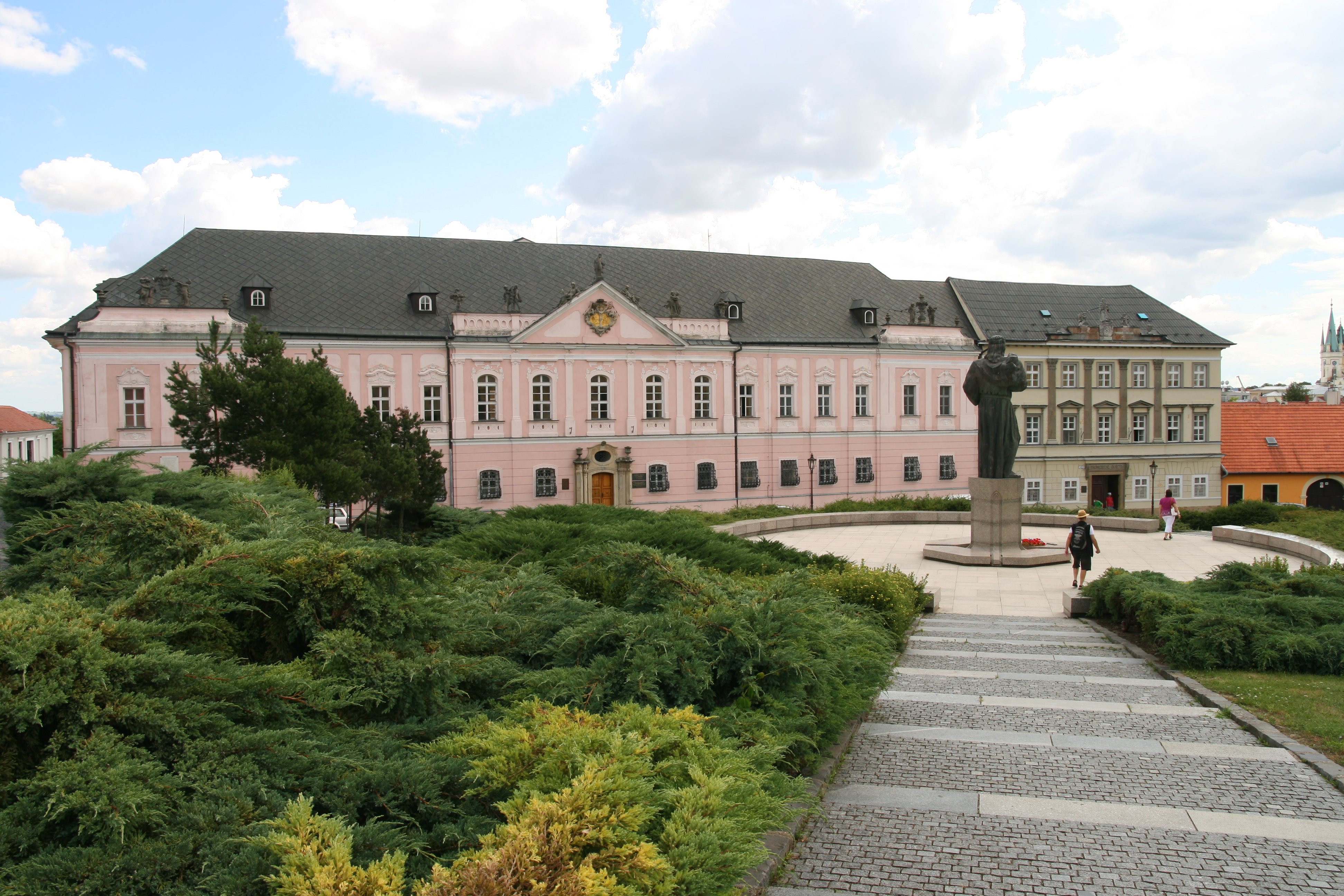
Pribina tér

- Városi park, Párutca
- Zobor (hegy)

## Történelmi helyek

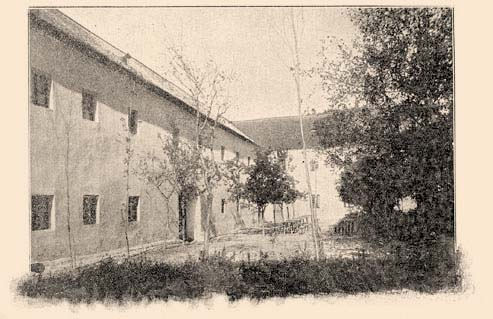
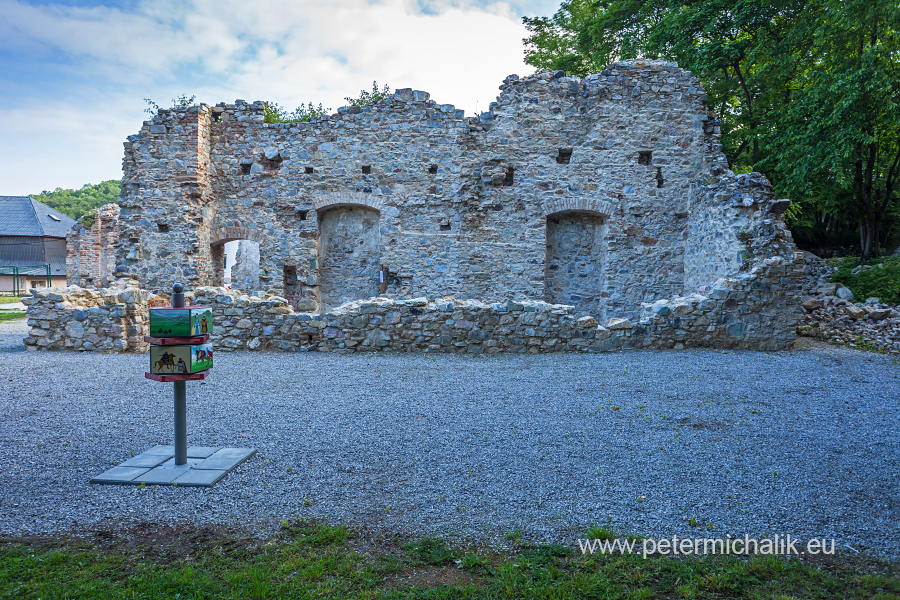
A zoborhegyi apátság romjai
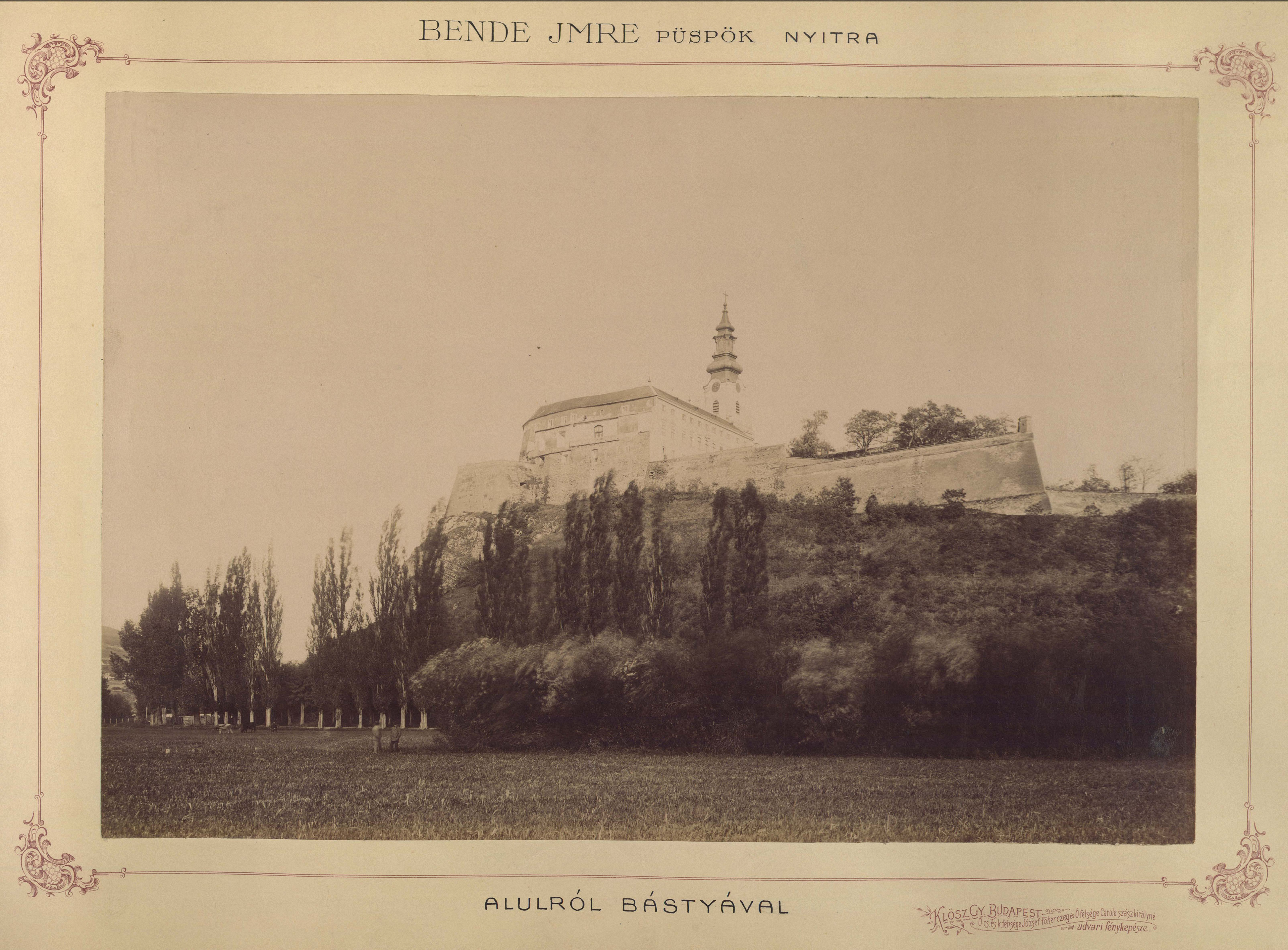
Vár
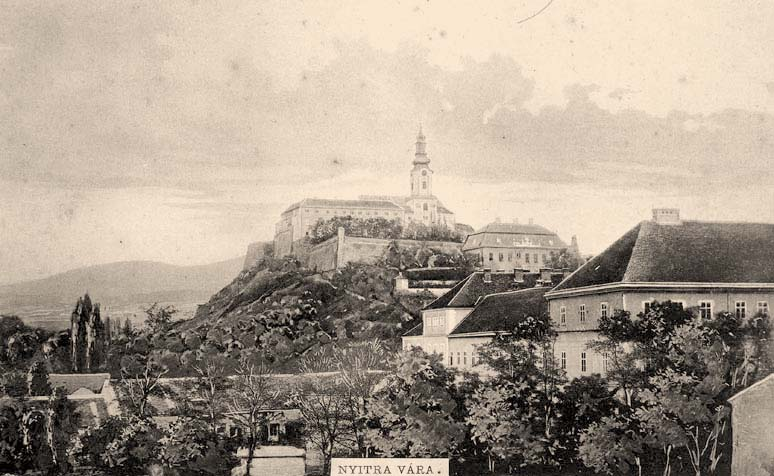
Vár
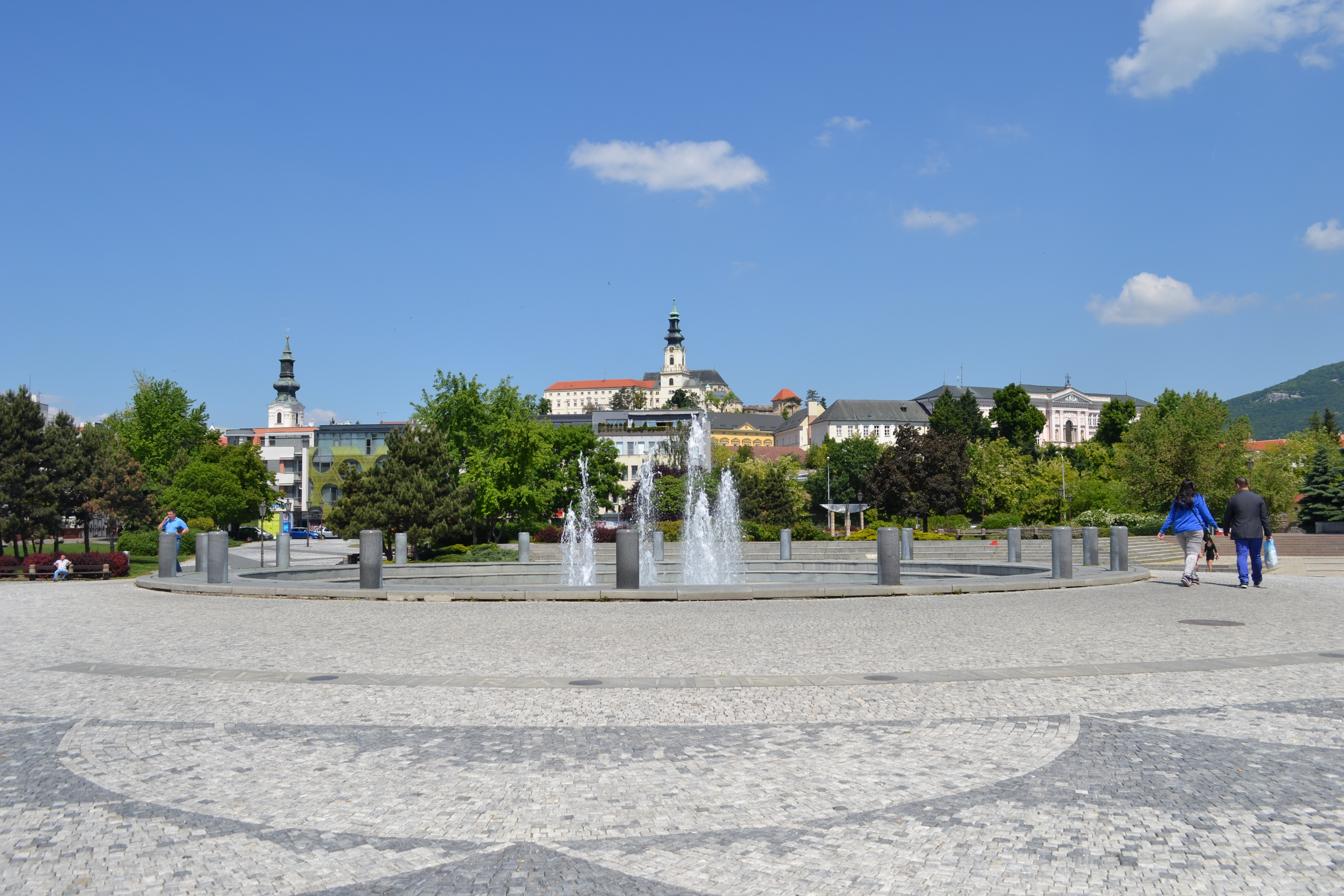
Szvatopluk tér
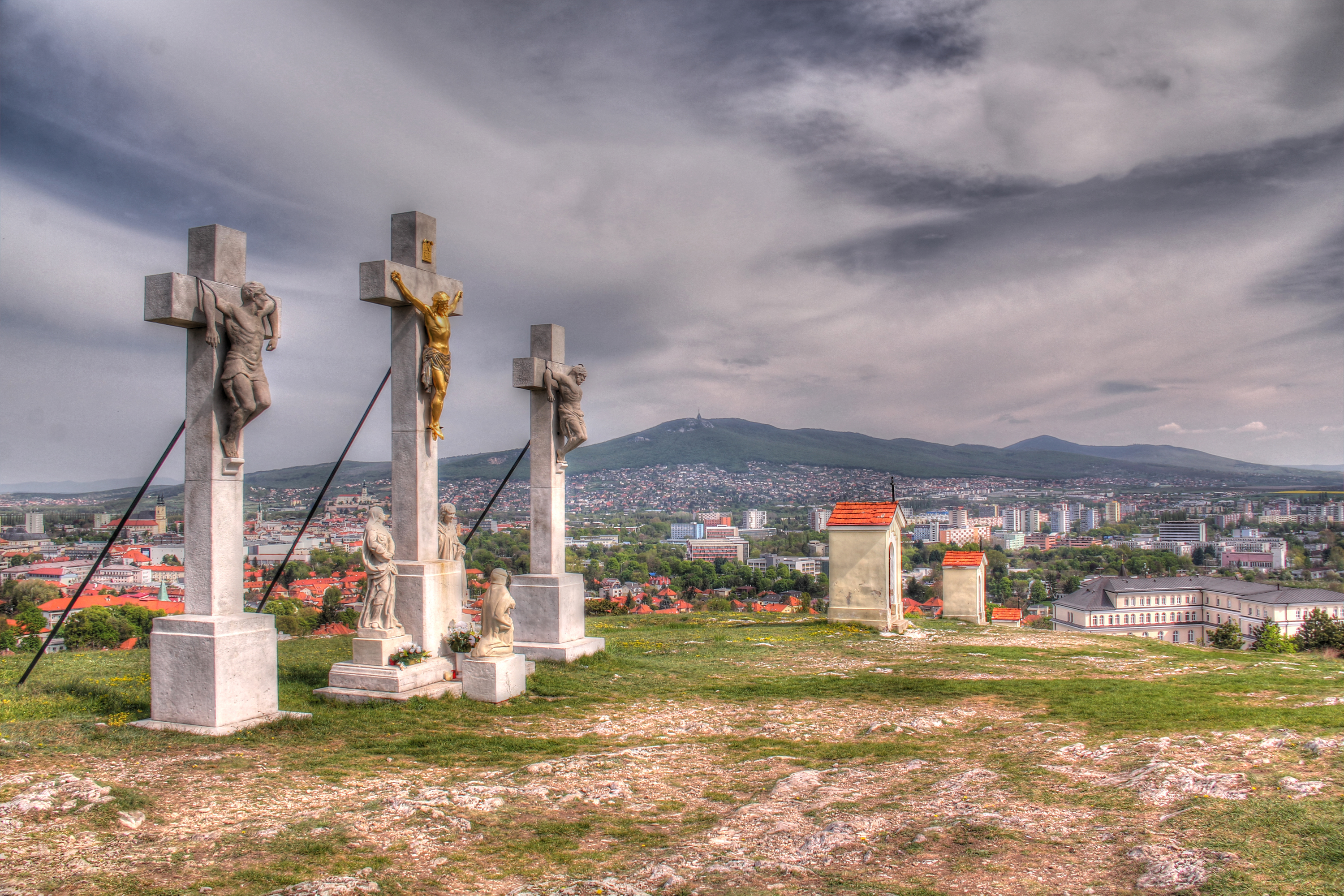
Kálvária

- csermánhegyi őrhely
- Nyitrai vár
- Zoborhegyi apátság

### Templomok

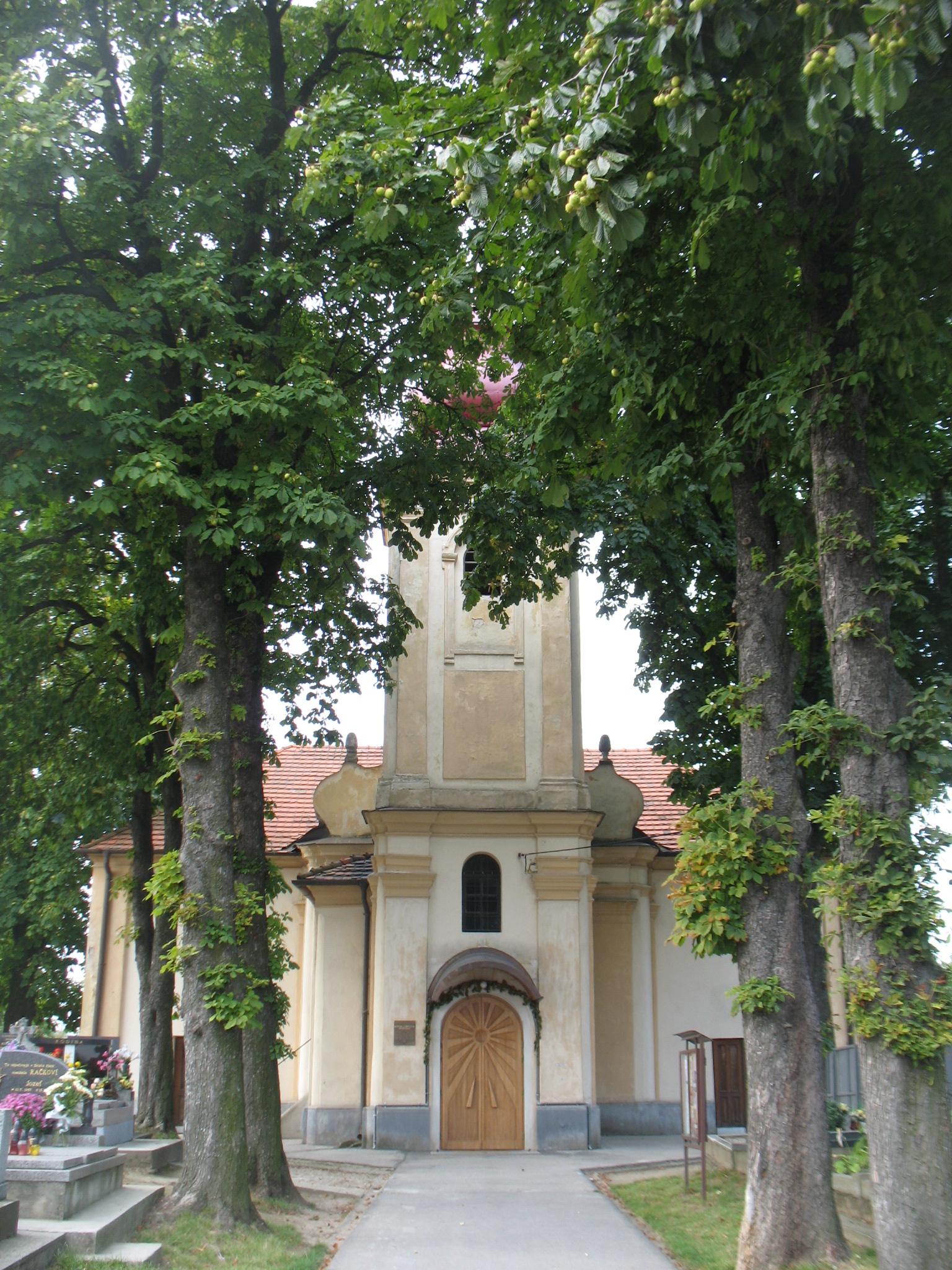
Alsóköröskény
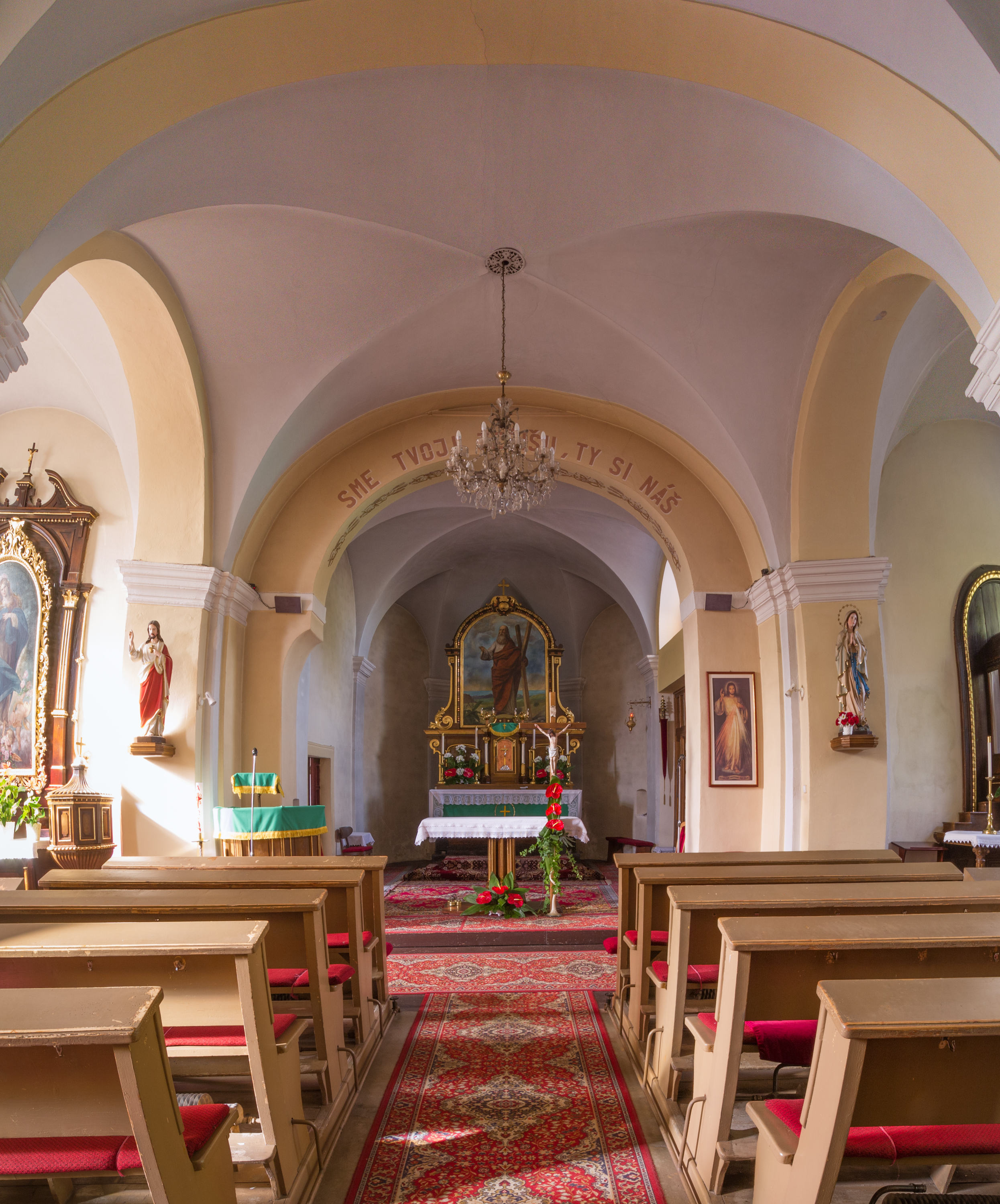
Alsóköröskény templombelső
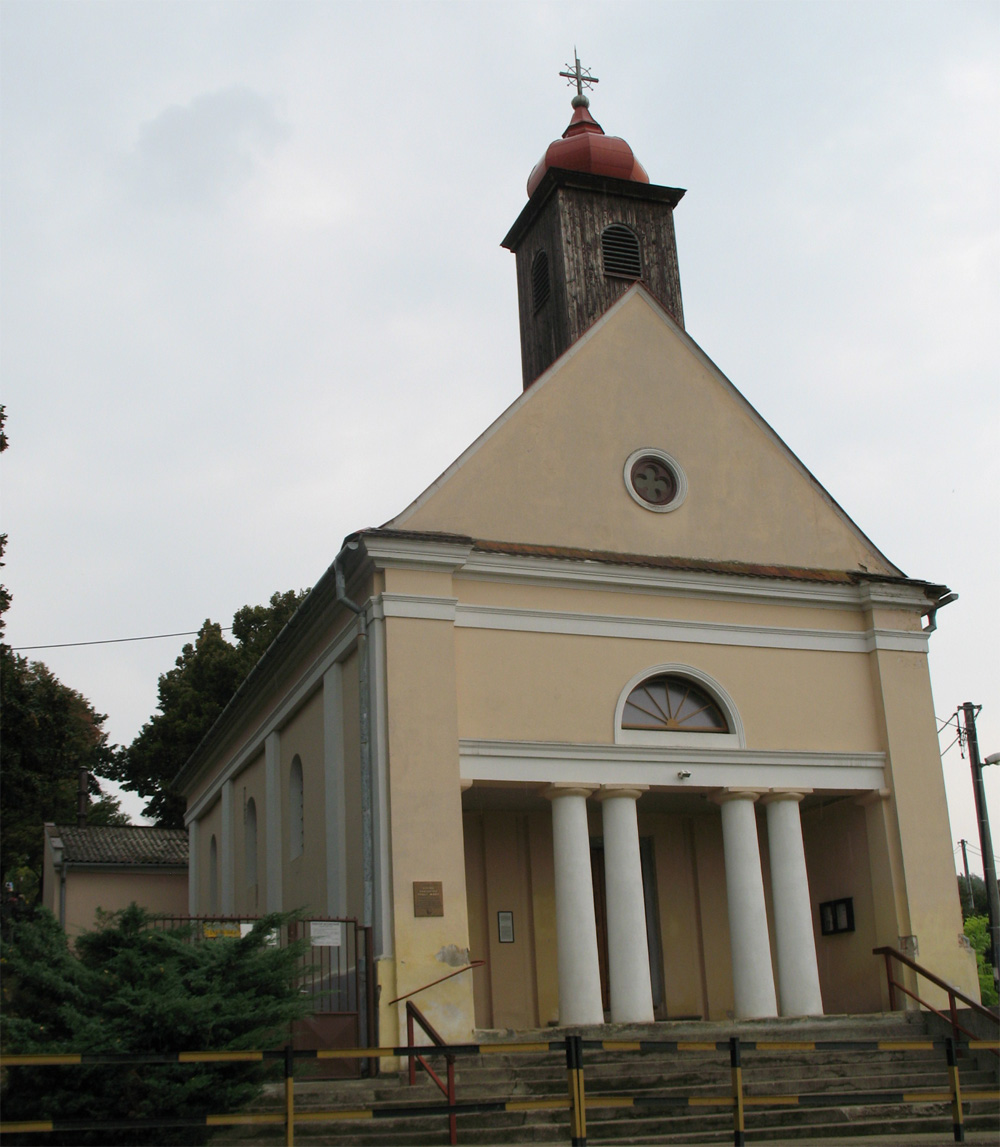
Felsőköröskény
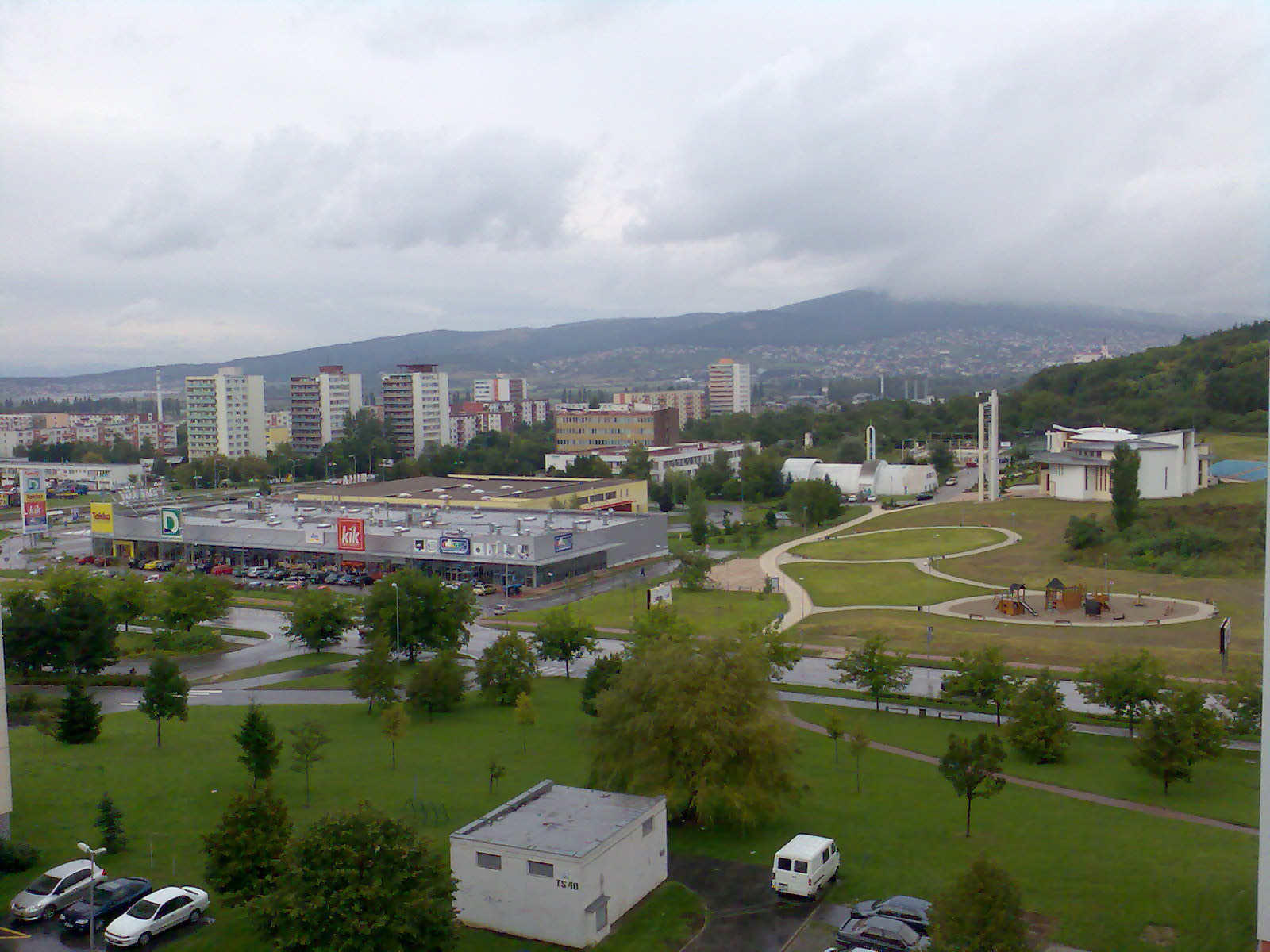
Klokocsina
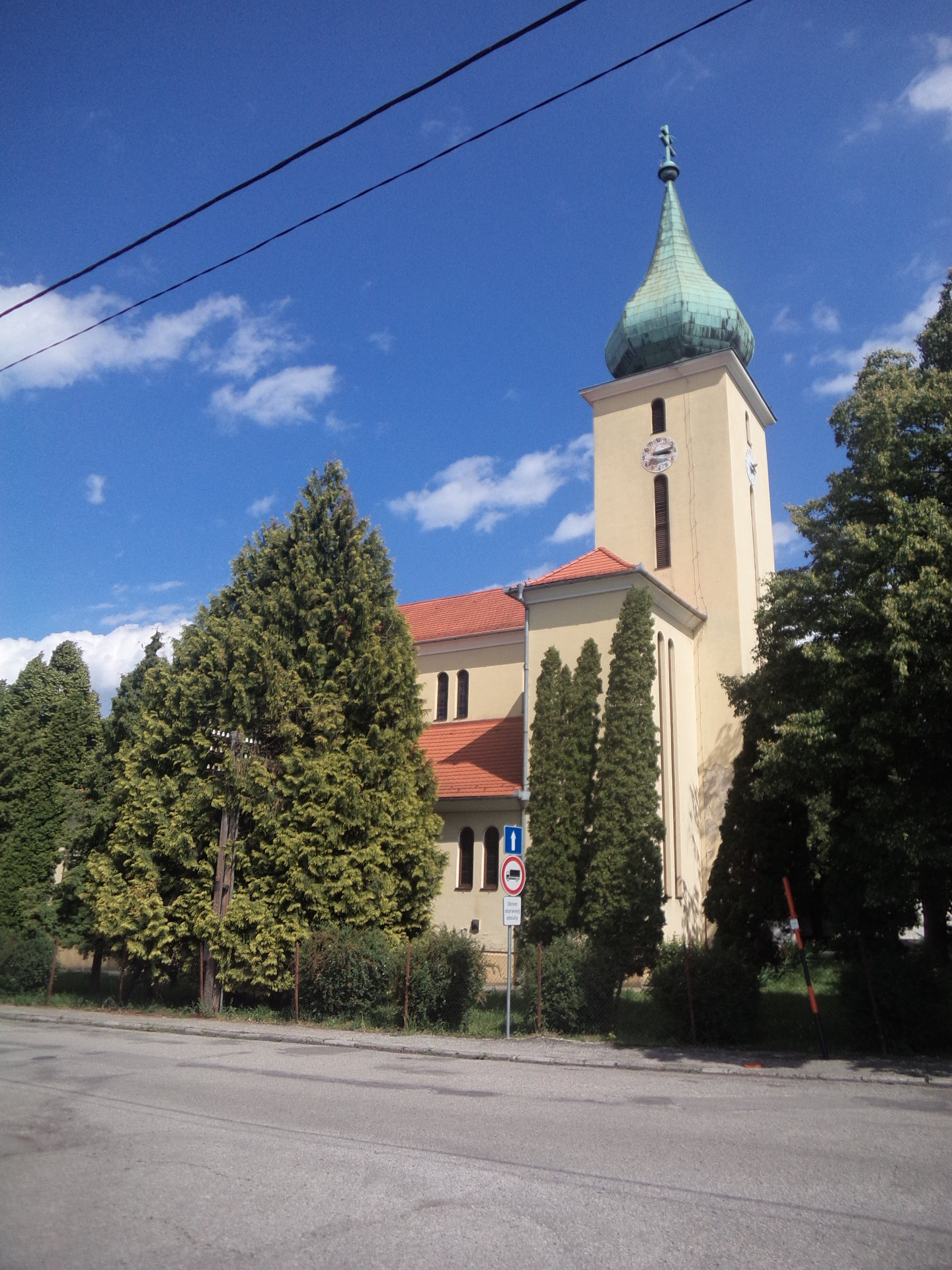
Molnos
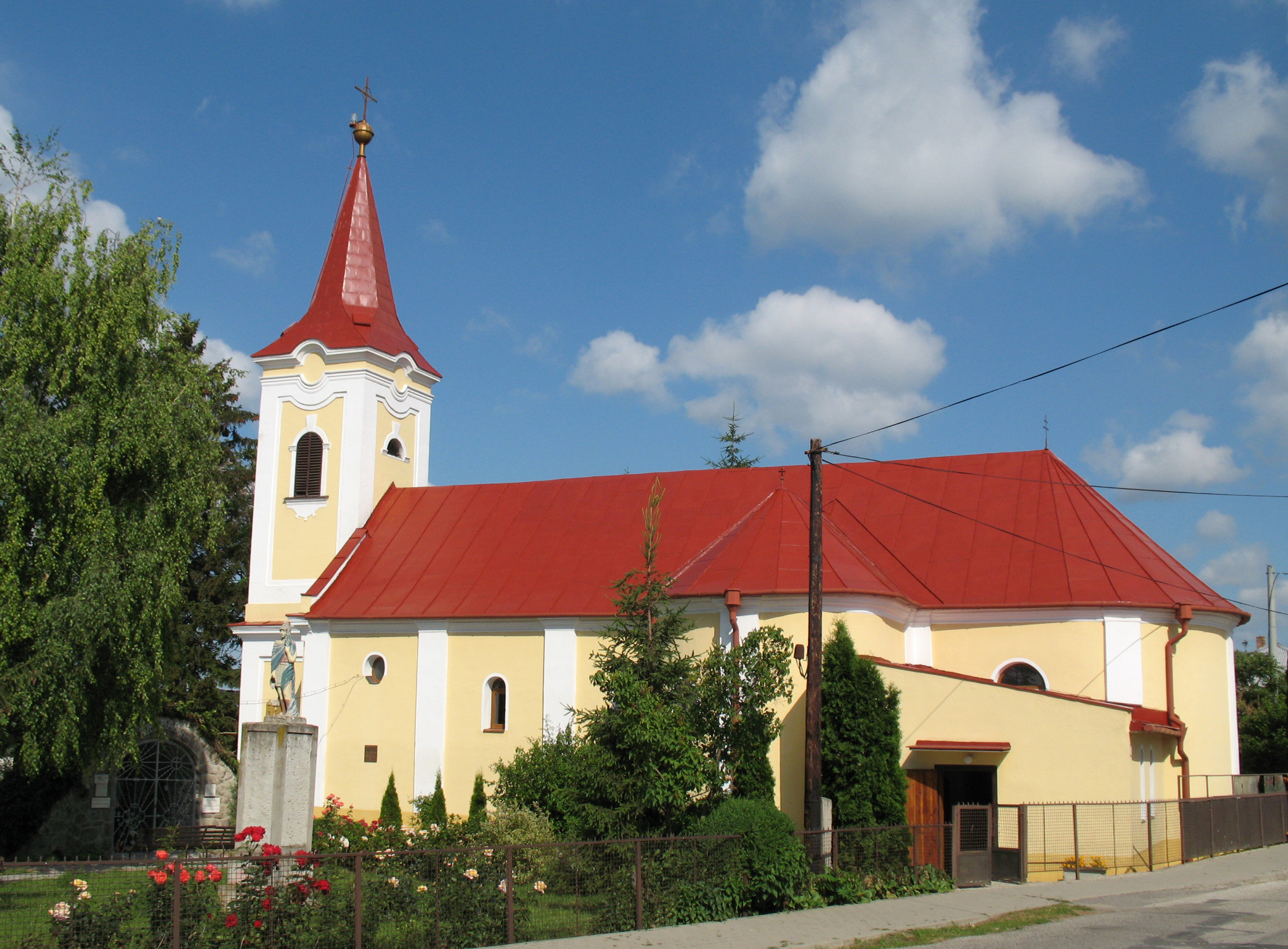
Nagyemőke
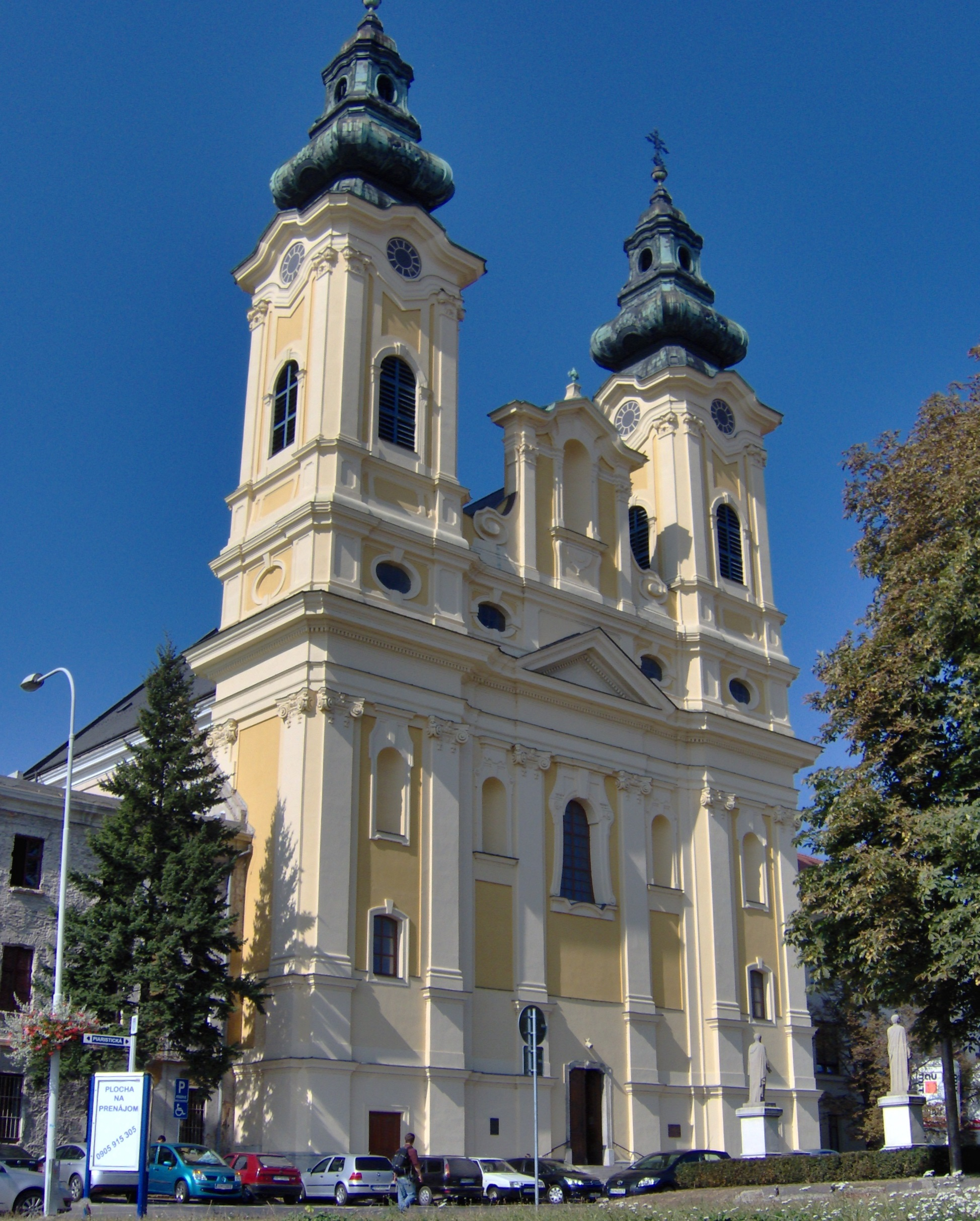
Szent László piarista templom
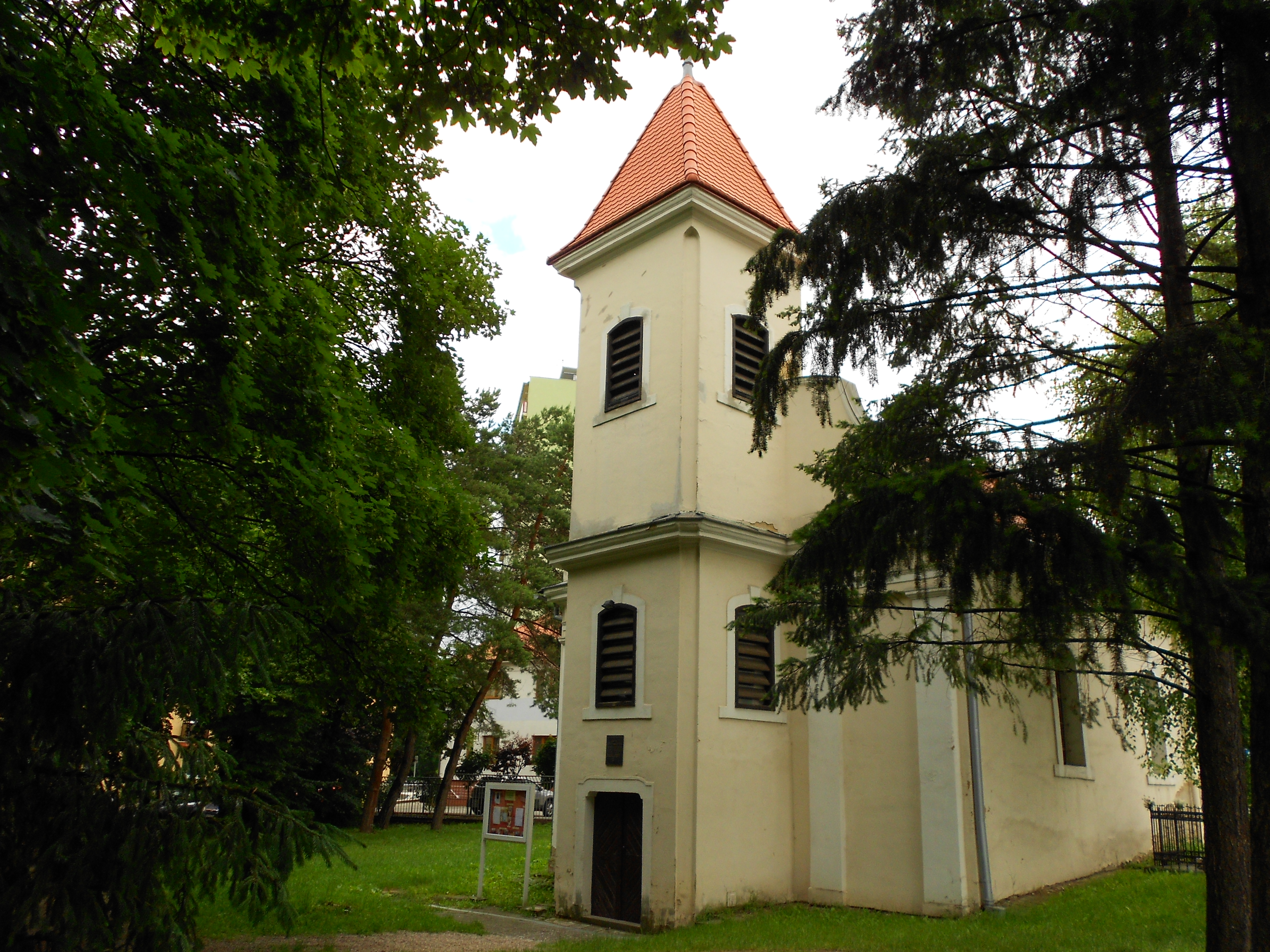
Szent István-templom (Párutca)
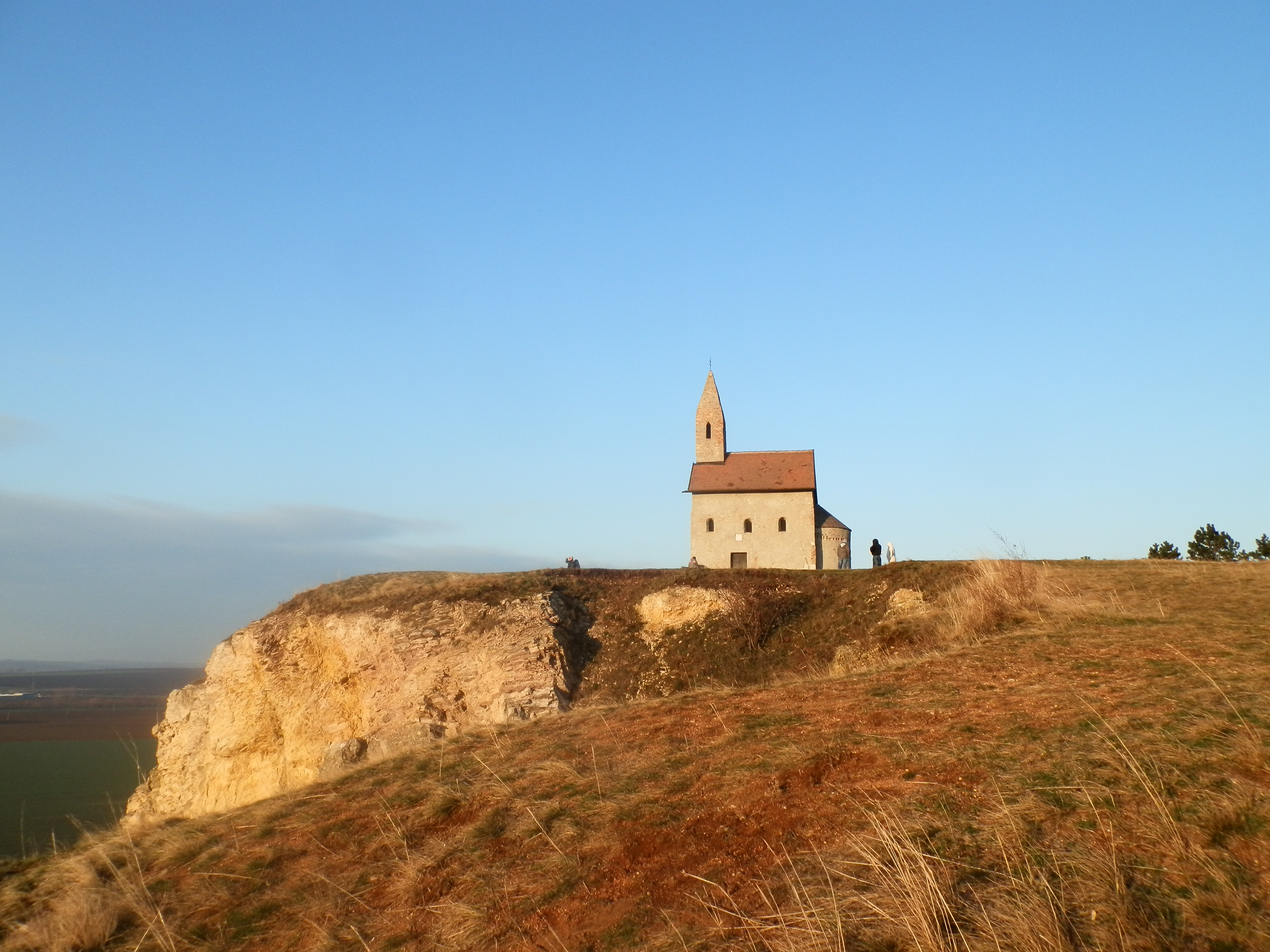
Szent Mihály templom (Zobordarázs)
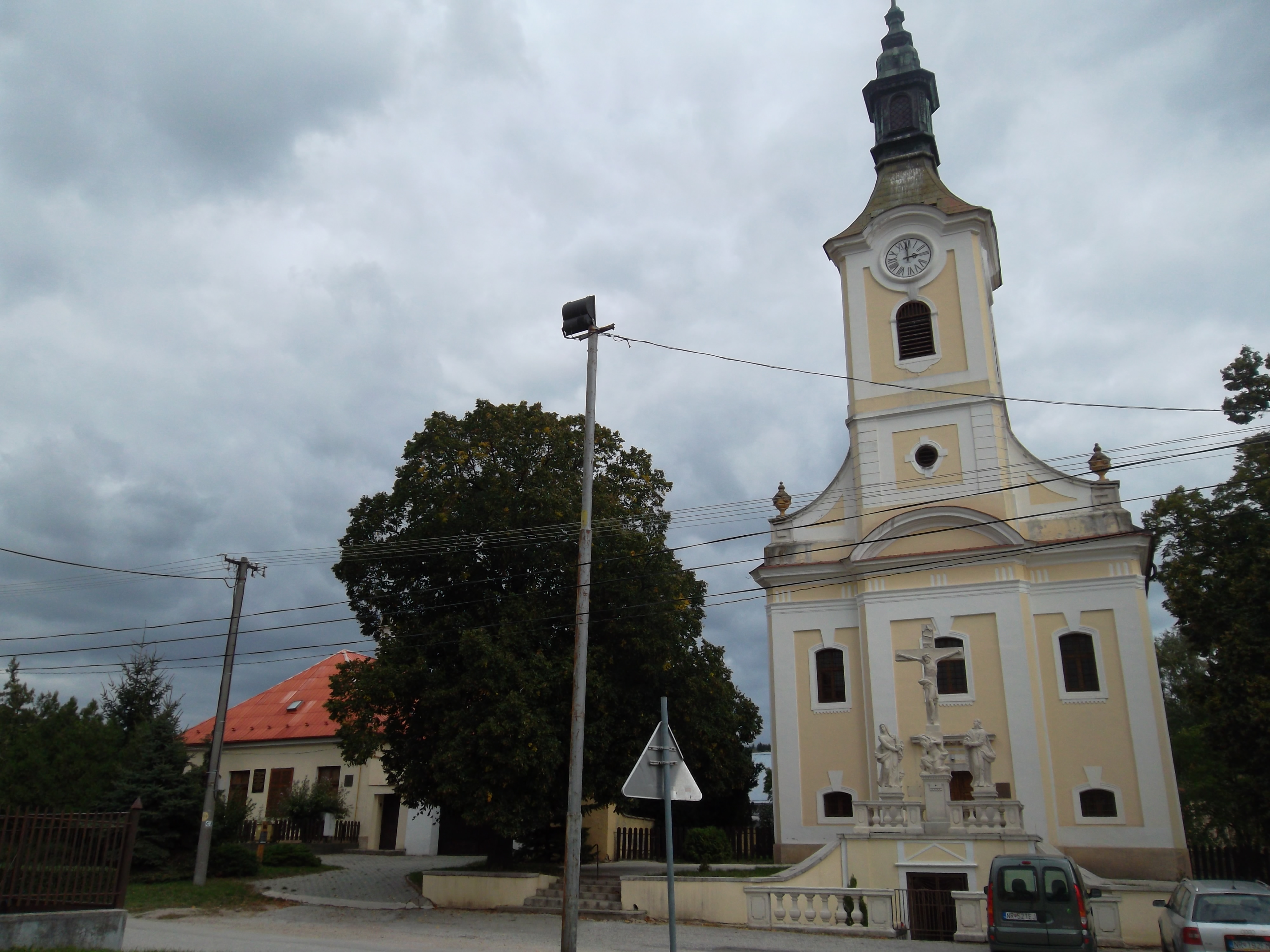
Xavéri Szent Ferenc templom (Zobordarázs)
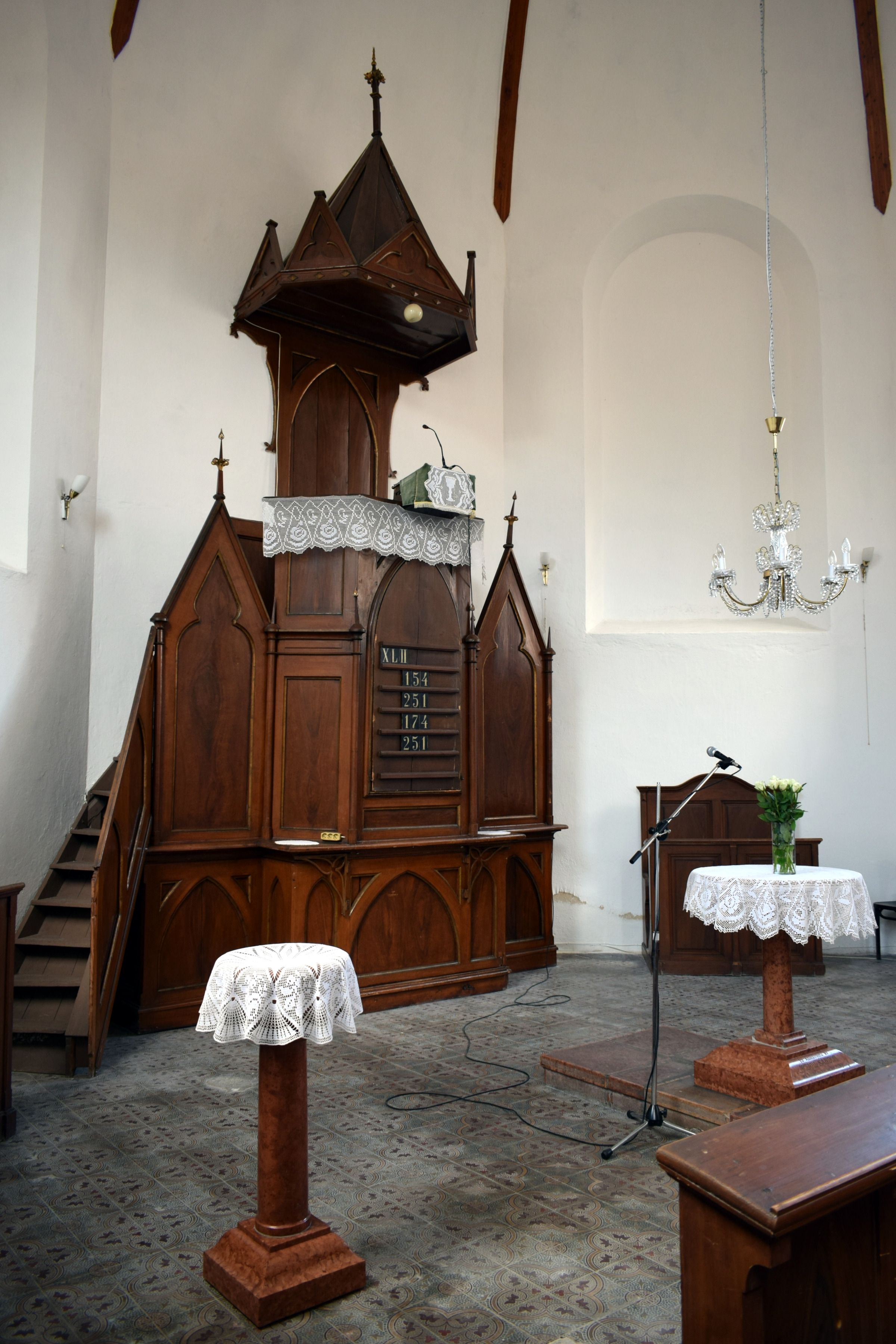
Református templom
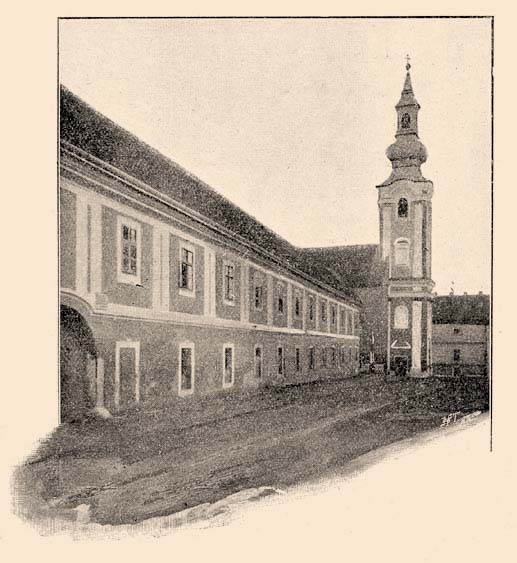
Ferences templom
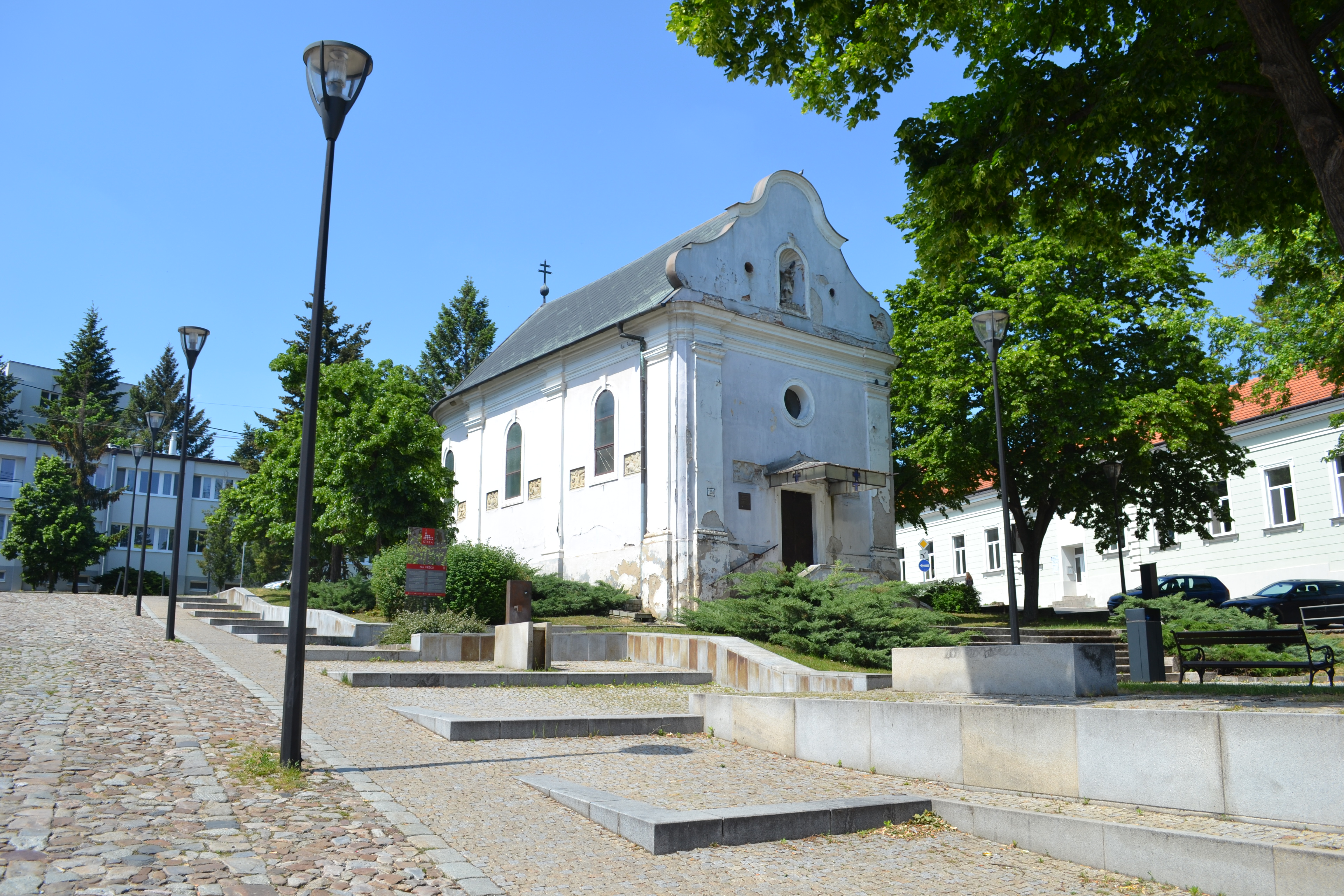
Szent Mihály arkangyal kápolnája
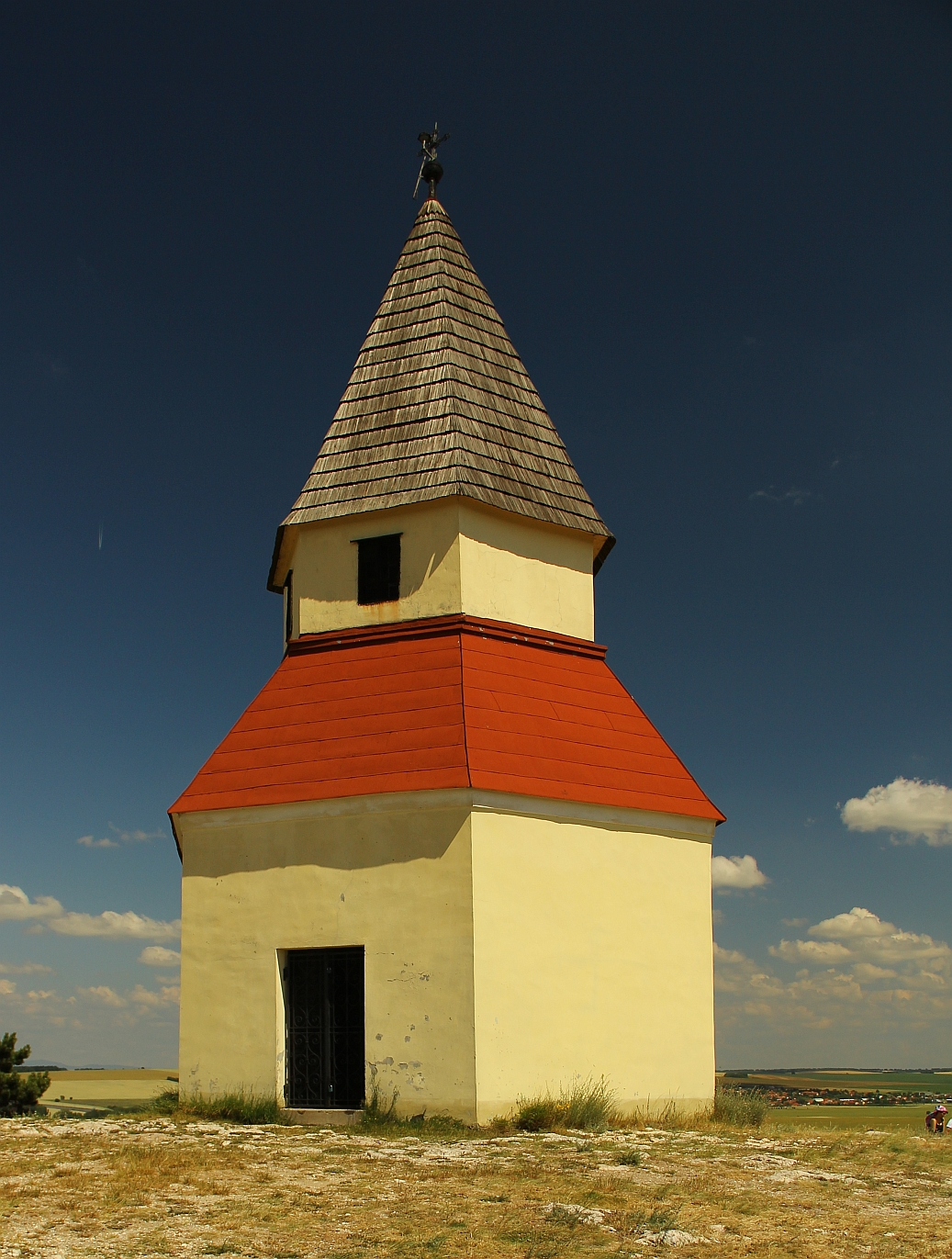
Kápolna a Kálvária dombon

- alsóköröskényi Szent András apostol római katolikus templom
- felsőköröskényi Szeplőtelen Szűz római katolikus templom
- Ferences templom
- klokocsinai Szent Gorazd templom
- könyöki Mindenszentek római katolikus templom
- molnosi Szent Cirill és Metód templom
- nagyemőkei Szent Péter és Pál apostolok római katolikus templom
- párutcai Szent István-templom
- Szent Emmerám-székesegyház (Nyitra)
- Szent László piarista templom és kolostor
- Szent Mihály-kápolna
- Szent Vince-templom
- tormosi Tours-i Szent Márton templom
- Zobori Szent Orbán templom
- Zobordarázsi Szent Mihály-templom
- Zobordarázsi Xavéri Szent Ferenc római katolikus templom
- Zsinagóga

## Kulturális és oktatási intézmények

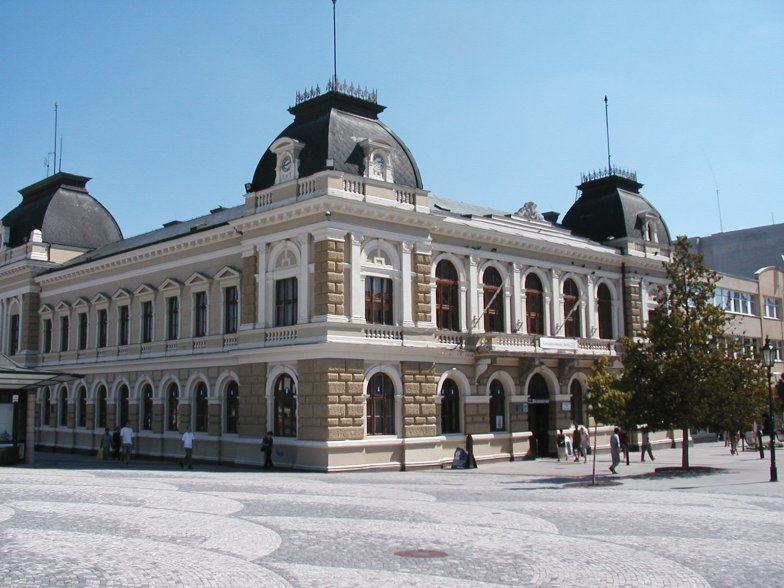
Nyitra Menti Múzeum
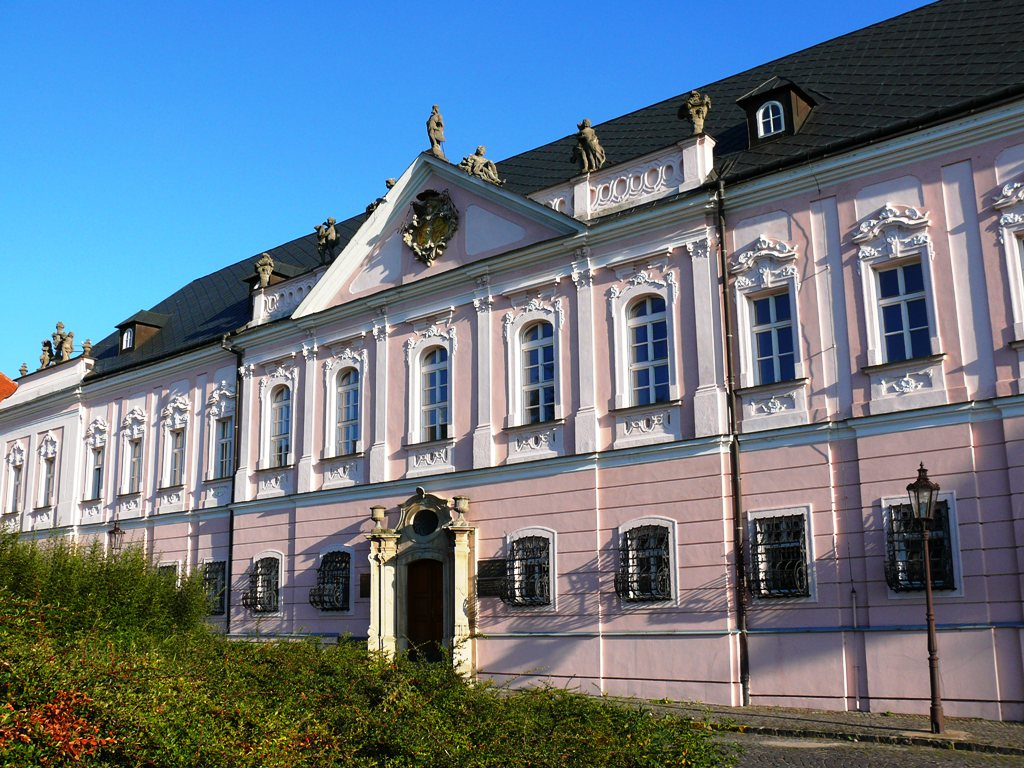
Nagyszeminárium
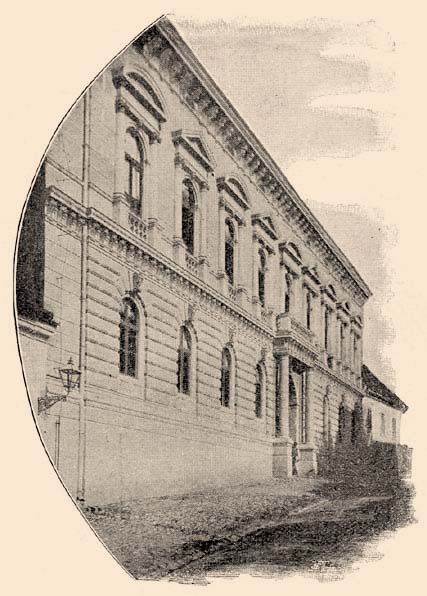
Kis szeminárium
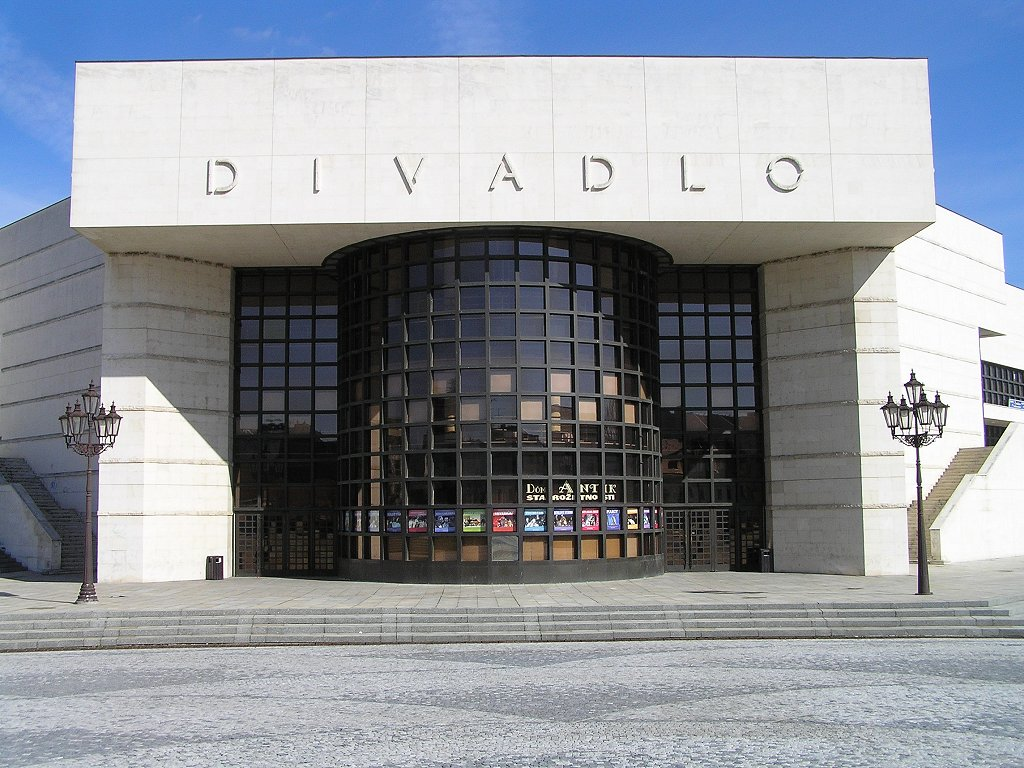
Andrej Bagar Színház

- Konstantin Filozófus Egyetem
- Közlekedési Múzeum
- Misszionárius Múzeum
- Nagyszeminárium
- Nyitra Menti Múzeum
- Nyitrai Piarista Gimnázium
- Szabadtéri Mezőgazdasági Múzeum
- Szlovák Mezőgazdasági Egyetem

## Szobrok és emlékművek

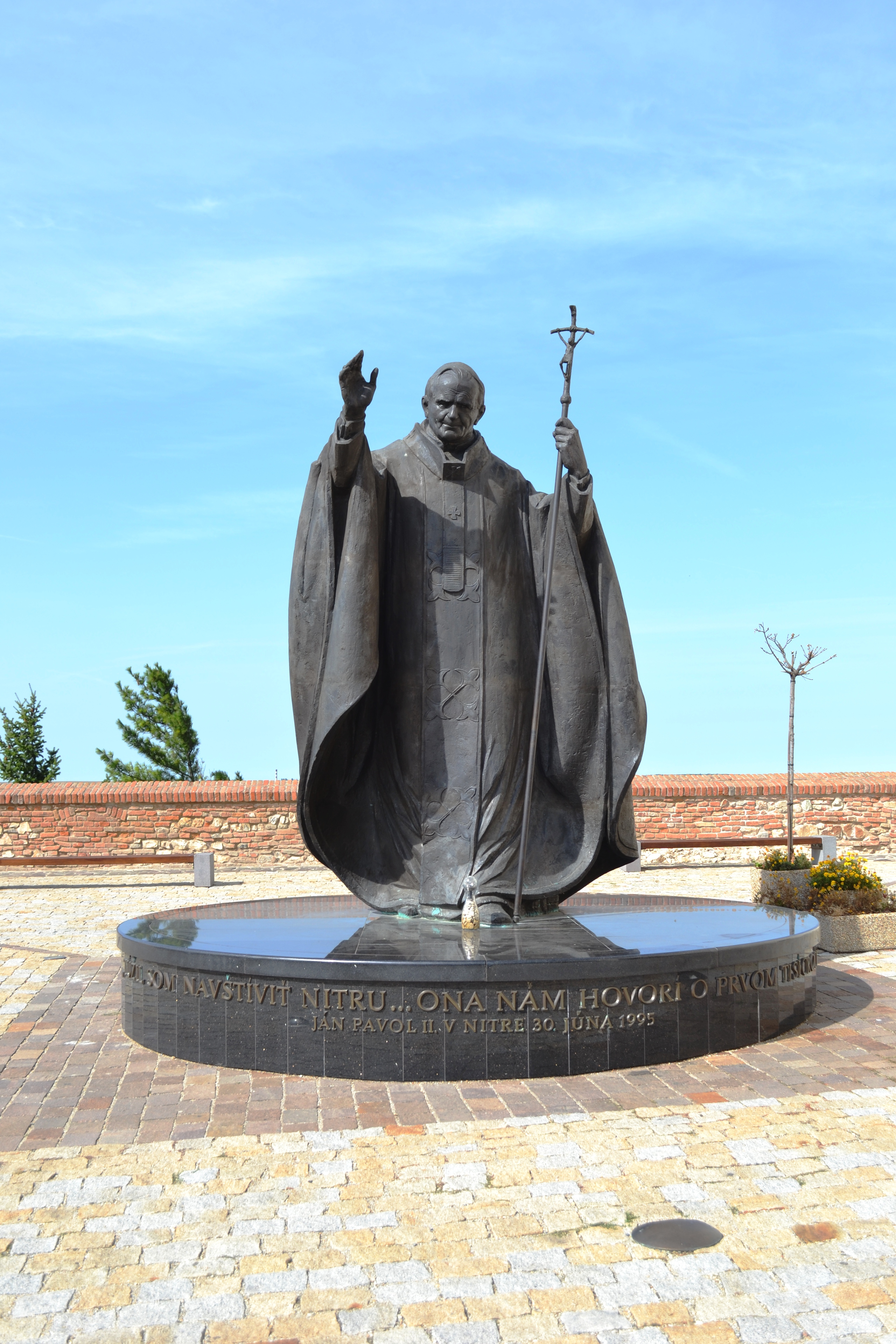
II. János Pál pápa
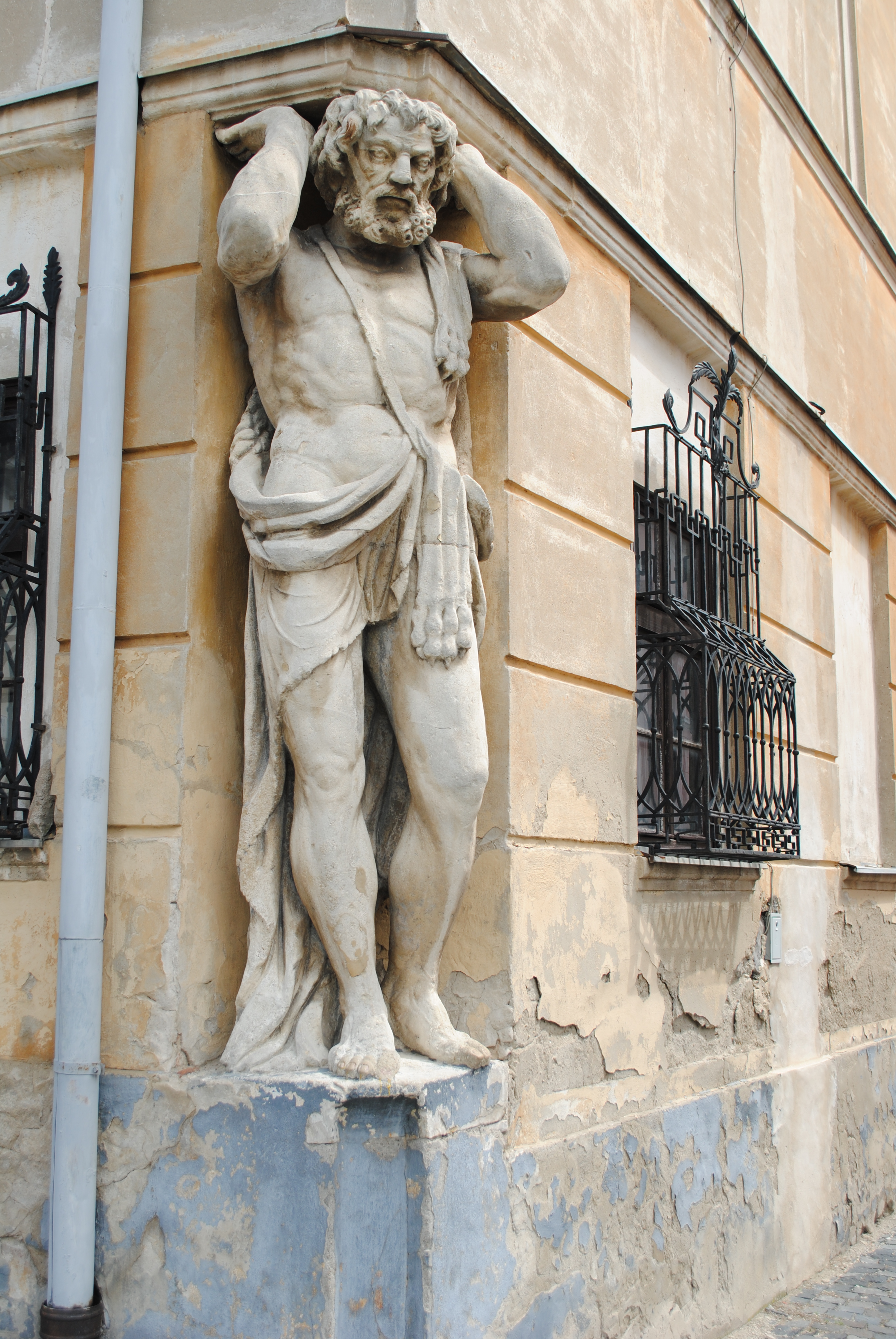
Corgoň
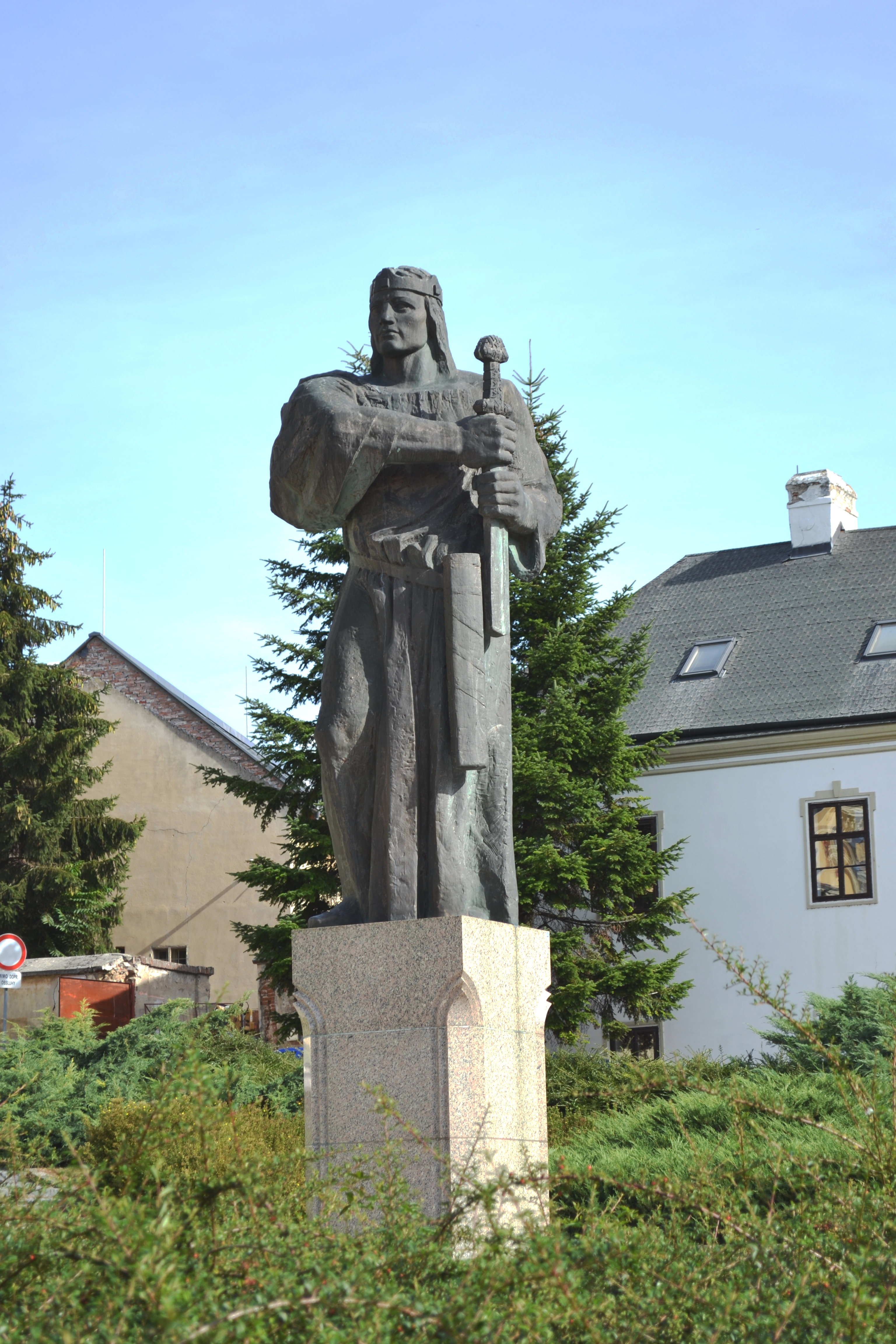
Pribina szobor
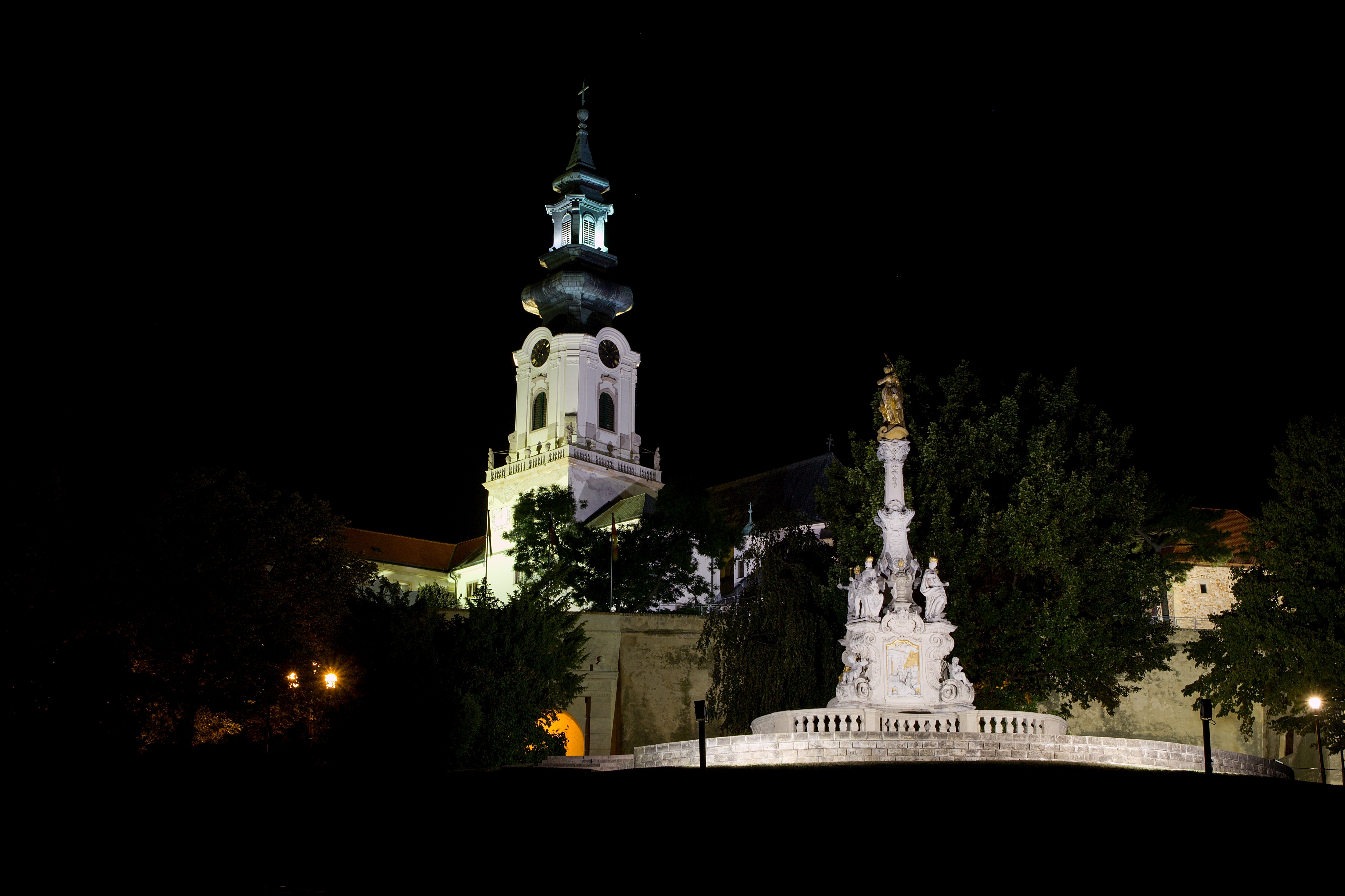
Nagyboldogasszony-szoborcsoport
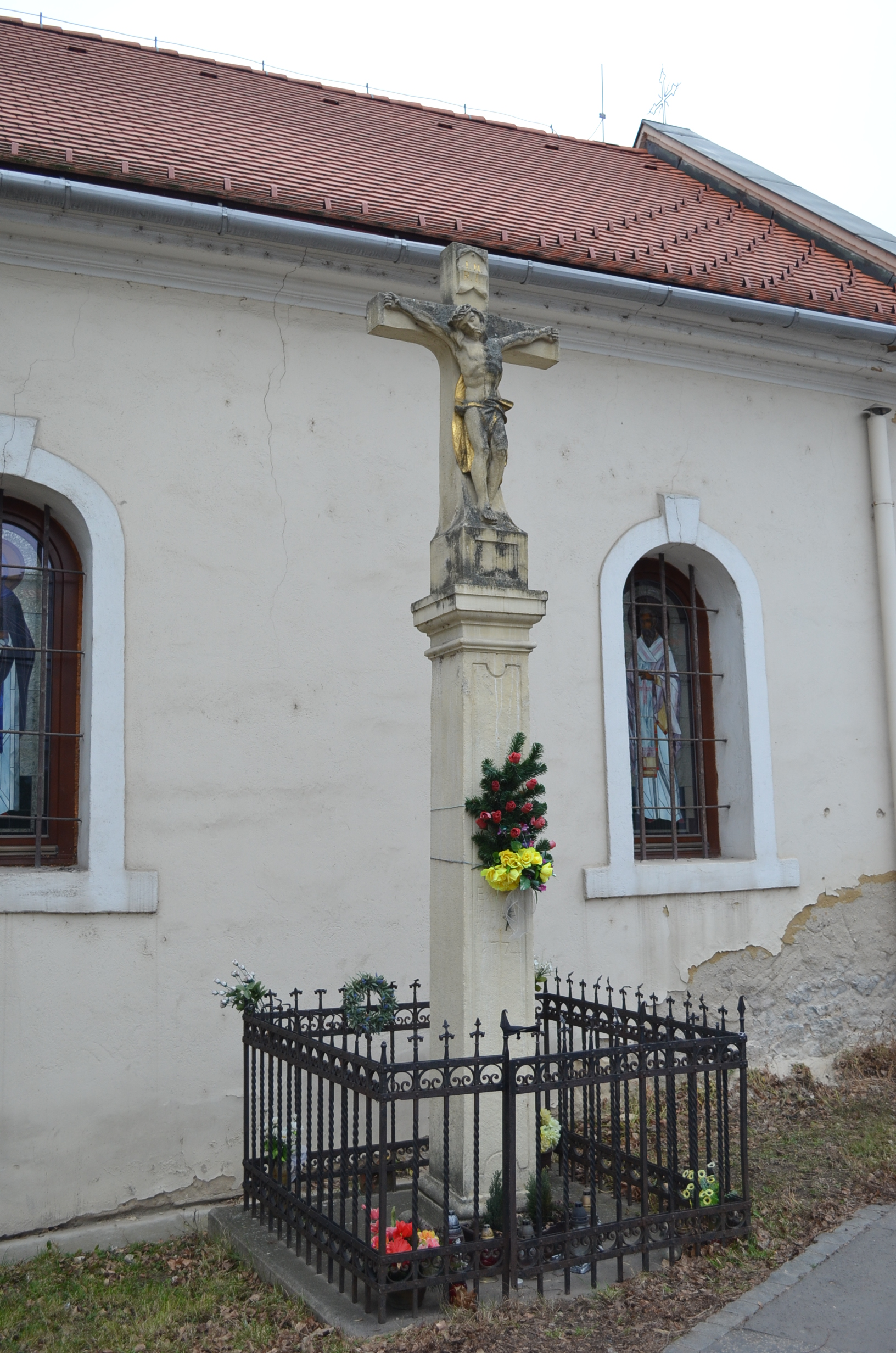
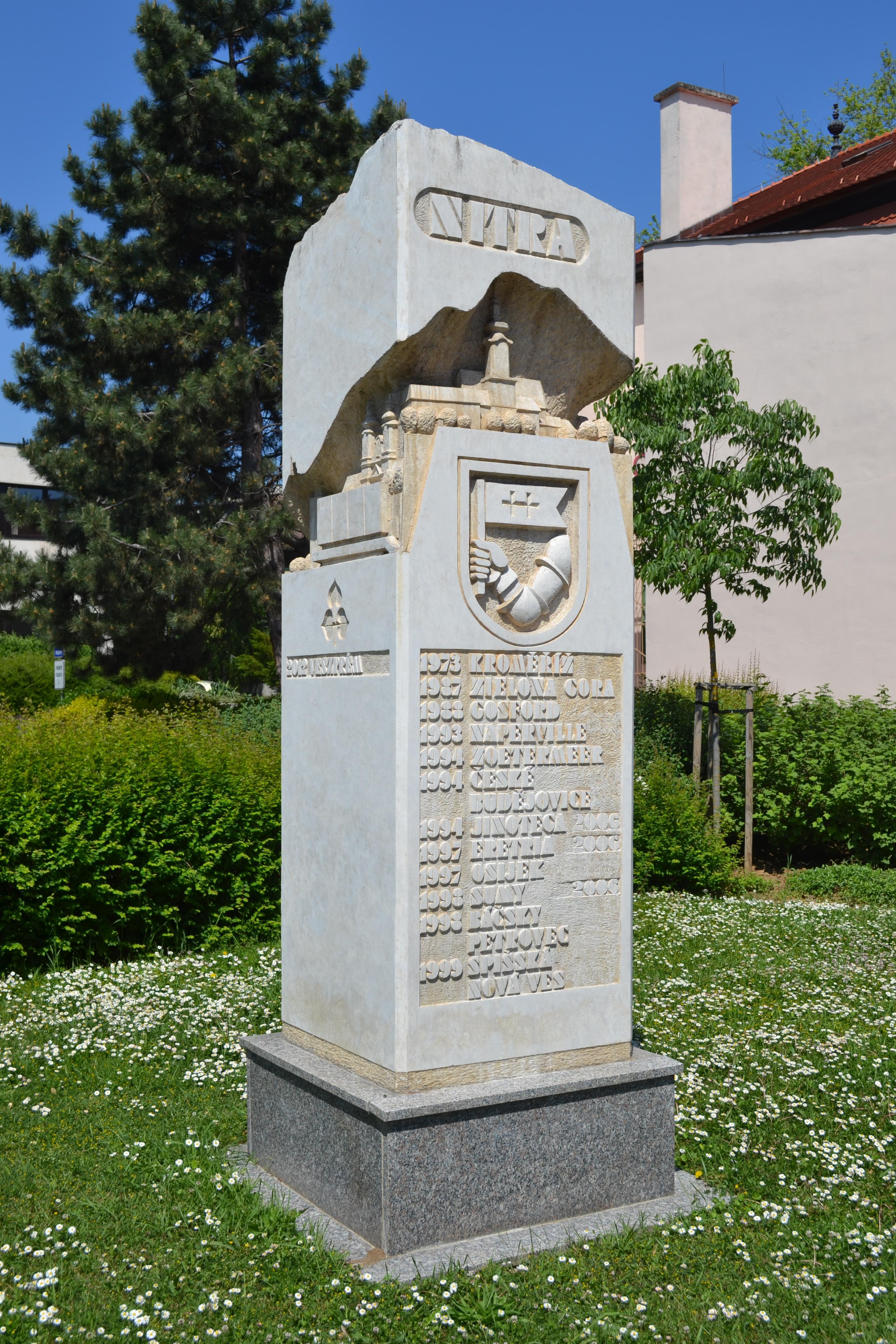
Testvérvárosok oszlopa
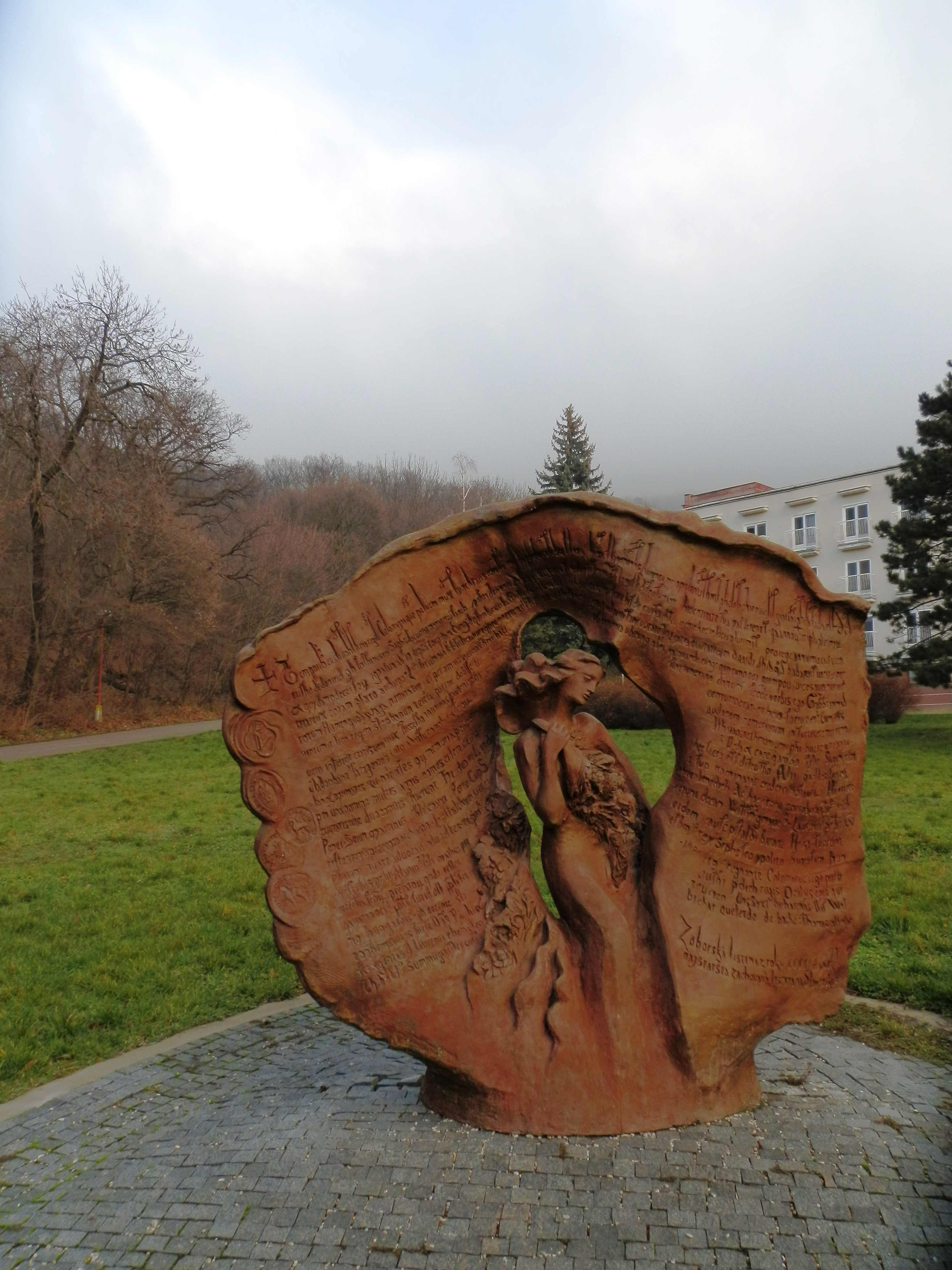
Gyógykezelő Intézet előtt
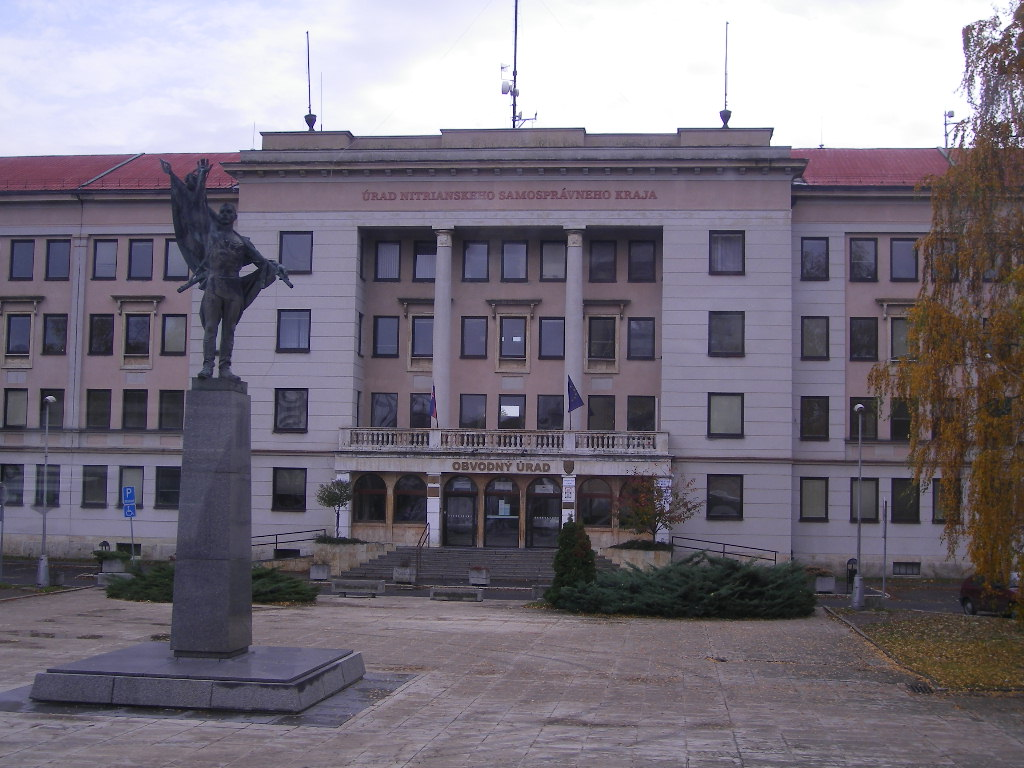
A szovjet hadsereg emlékműve
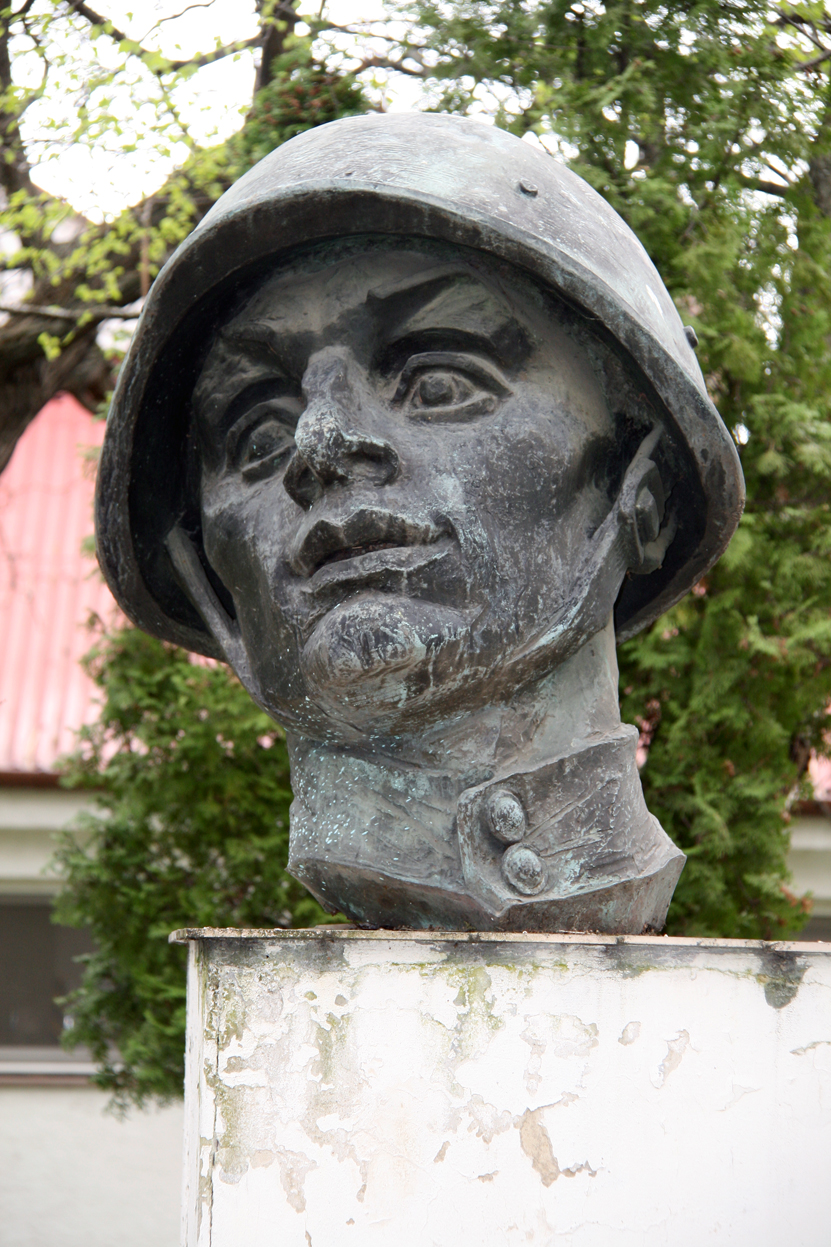
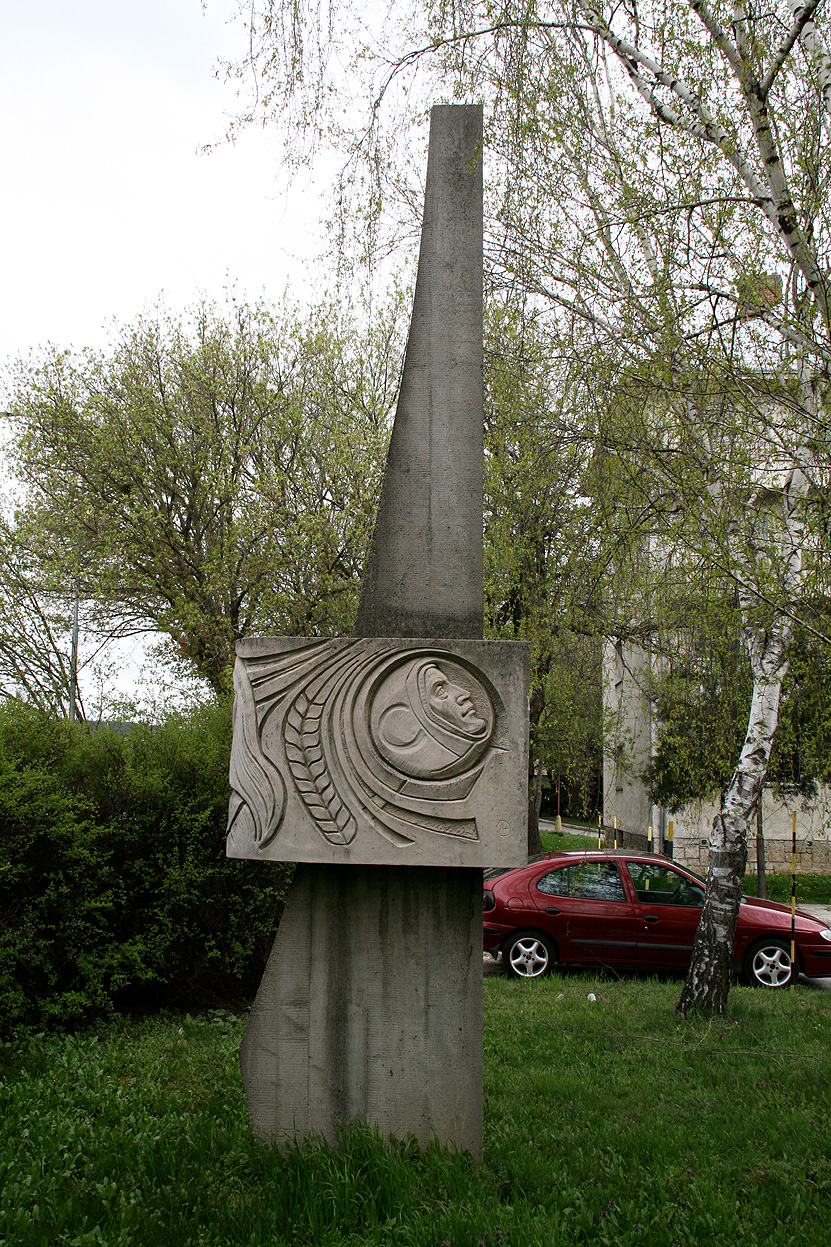
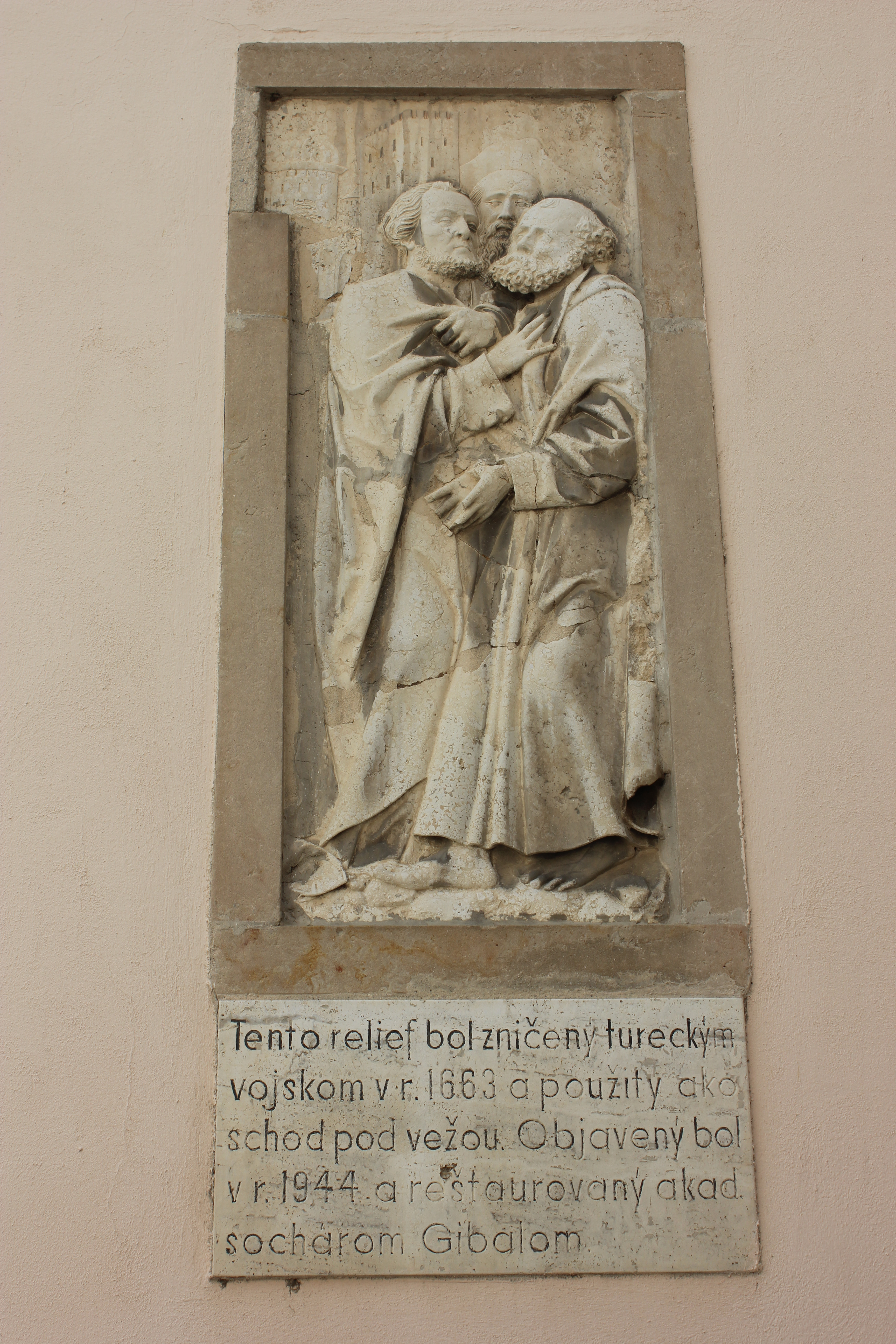
Ferencesek kolostorán
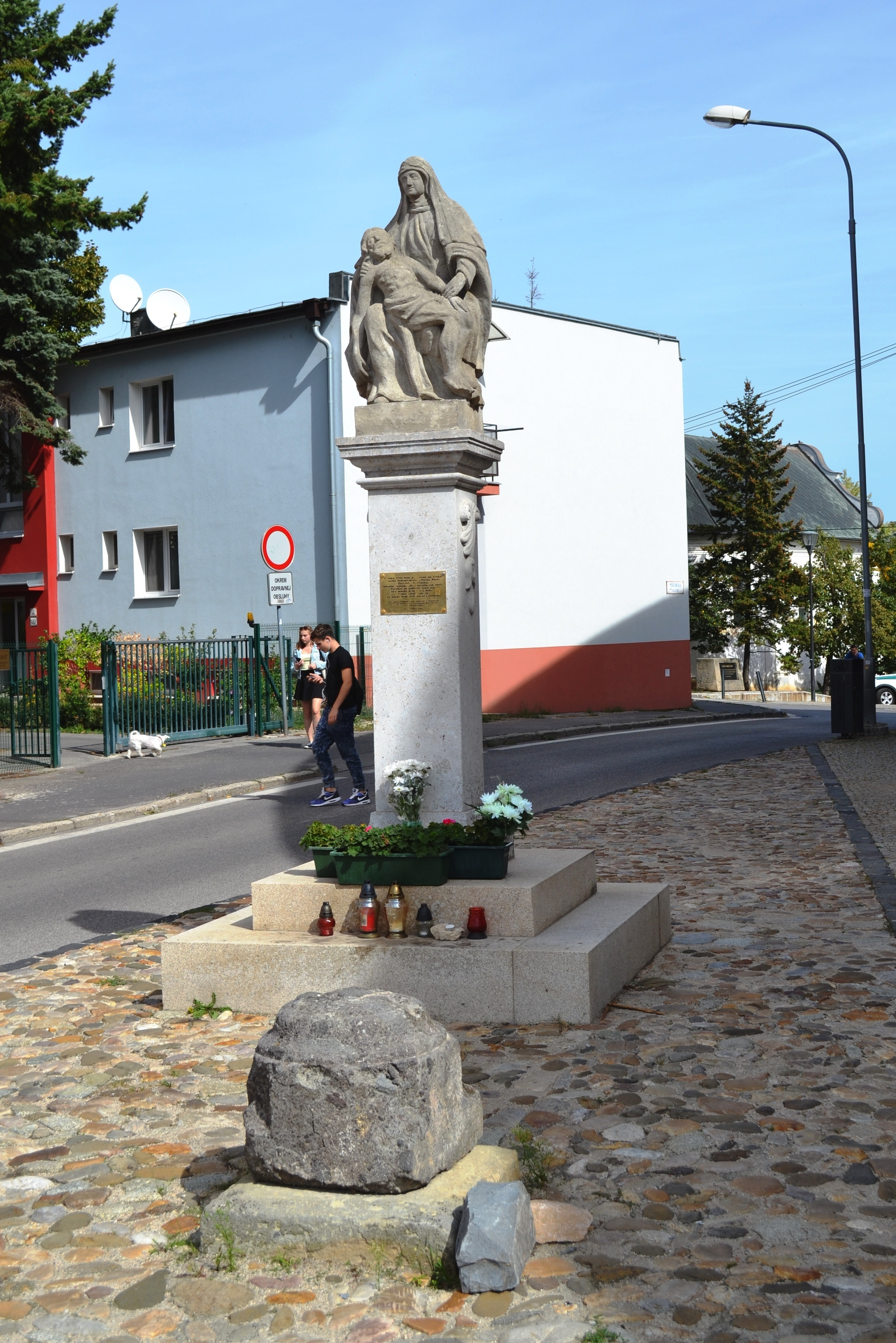
Fájdalmas anya
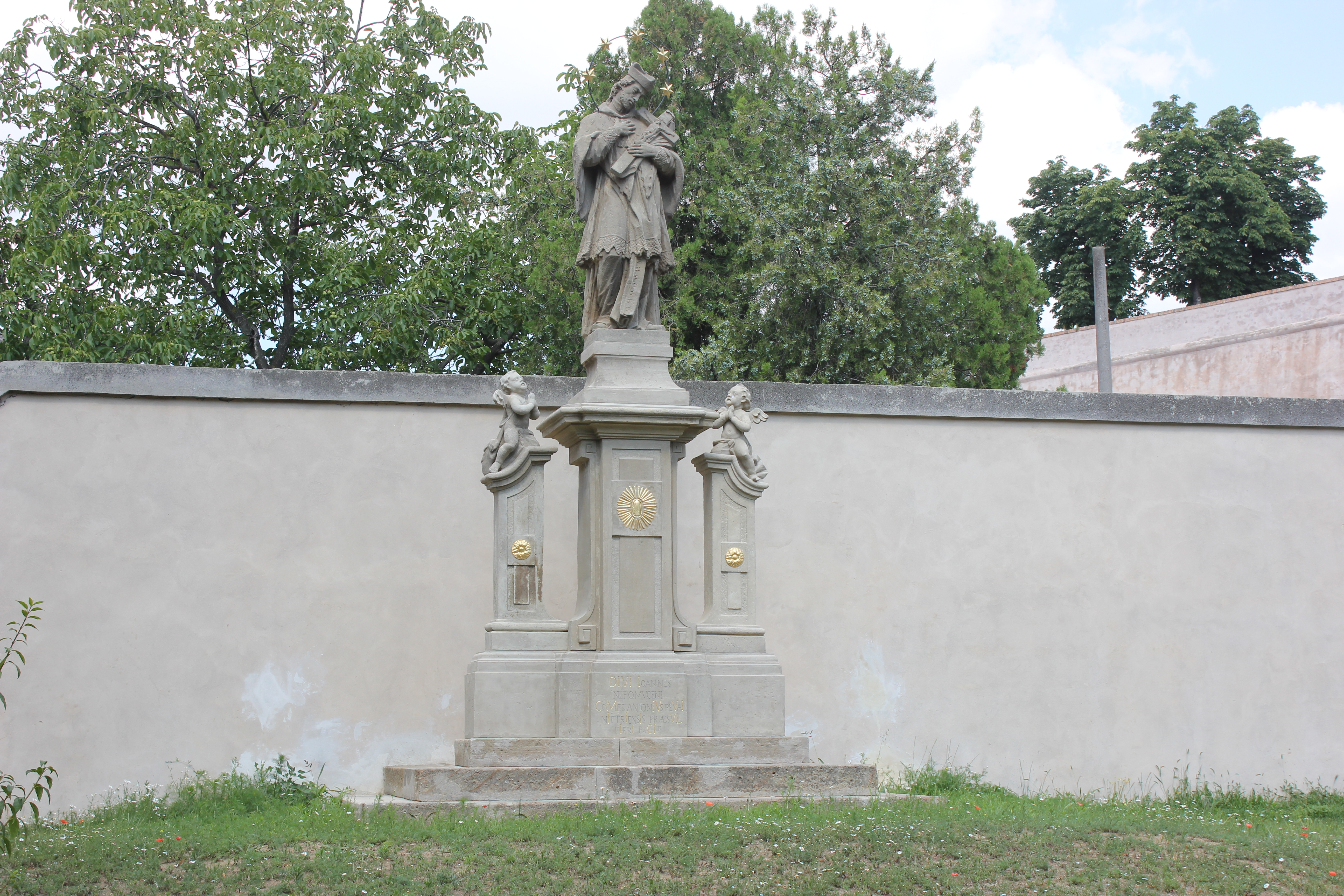
Nepomuk
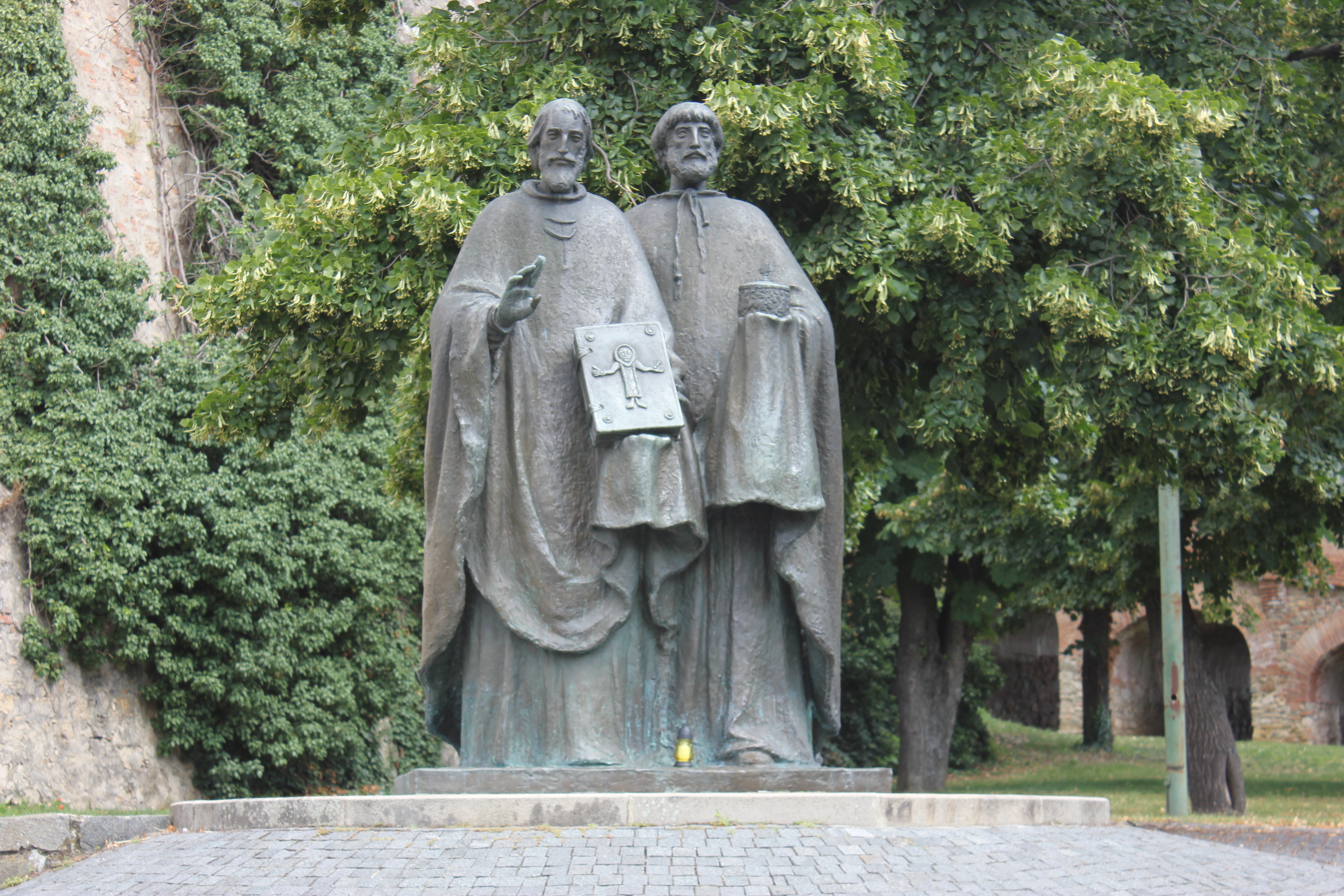
Cirill és Metód
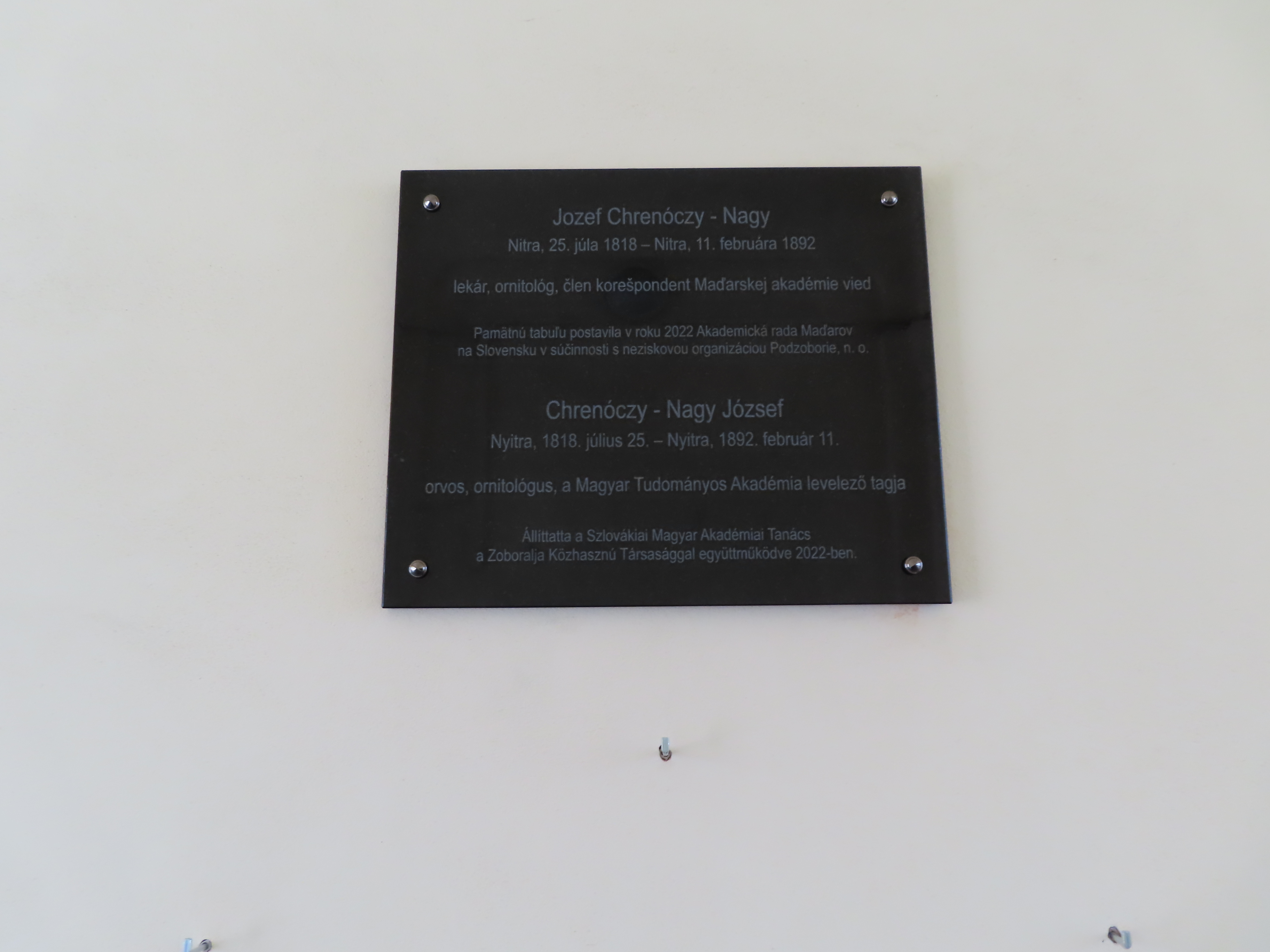
Chrenóczy-Nagy József emléktáblája
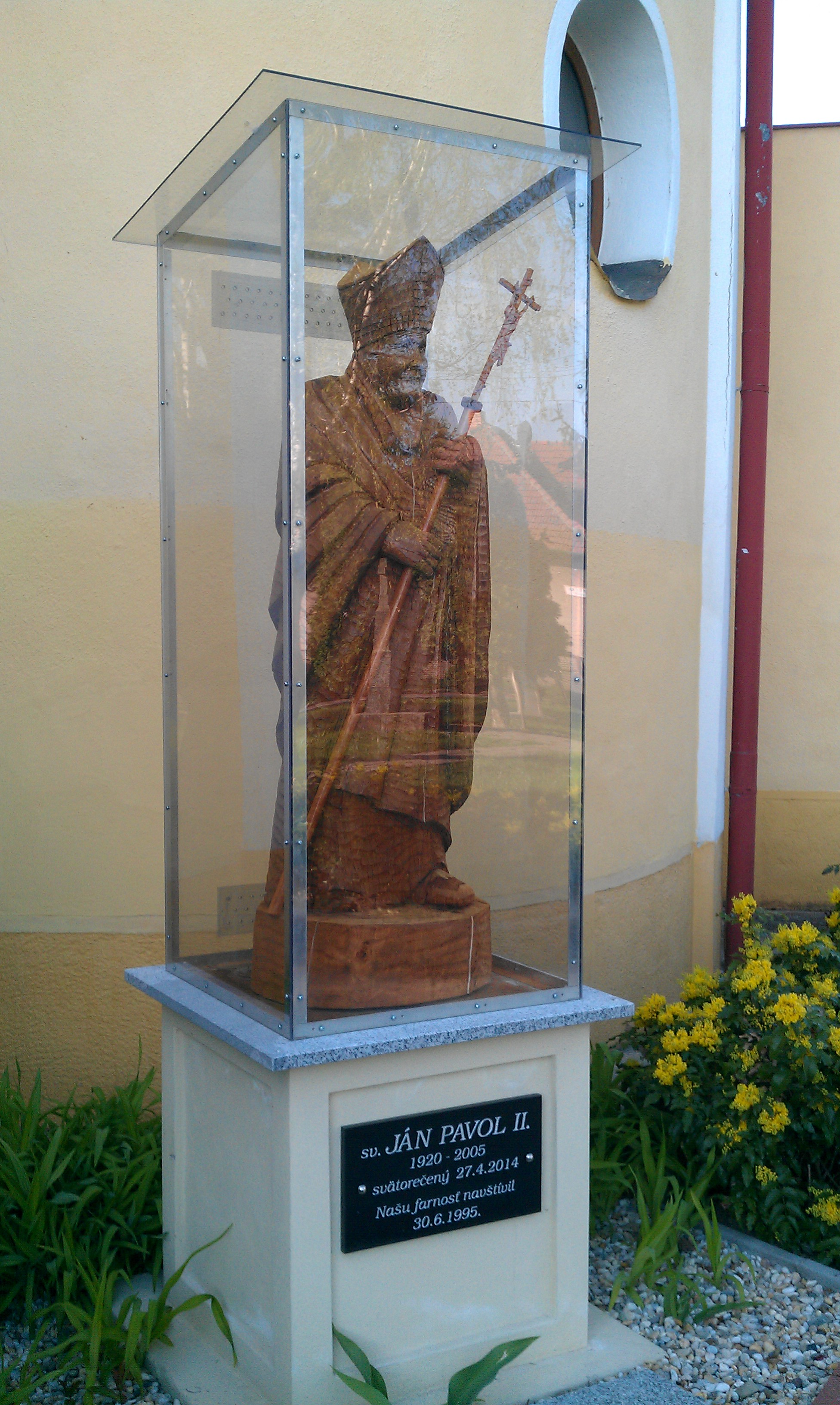
Nagyemőke II. János Pál pápa
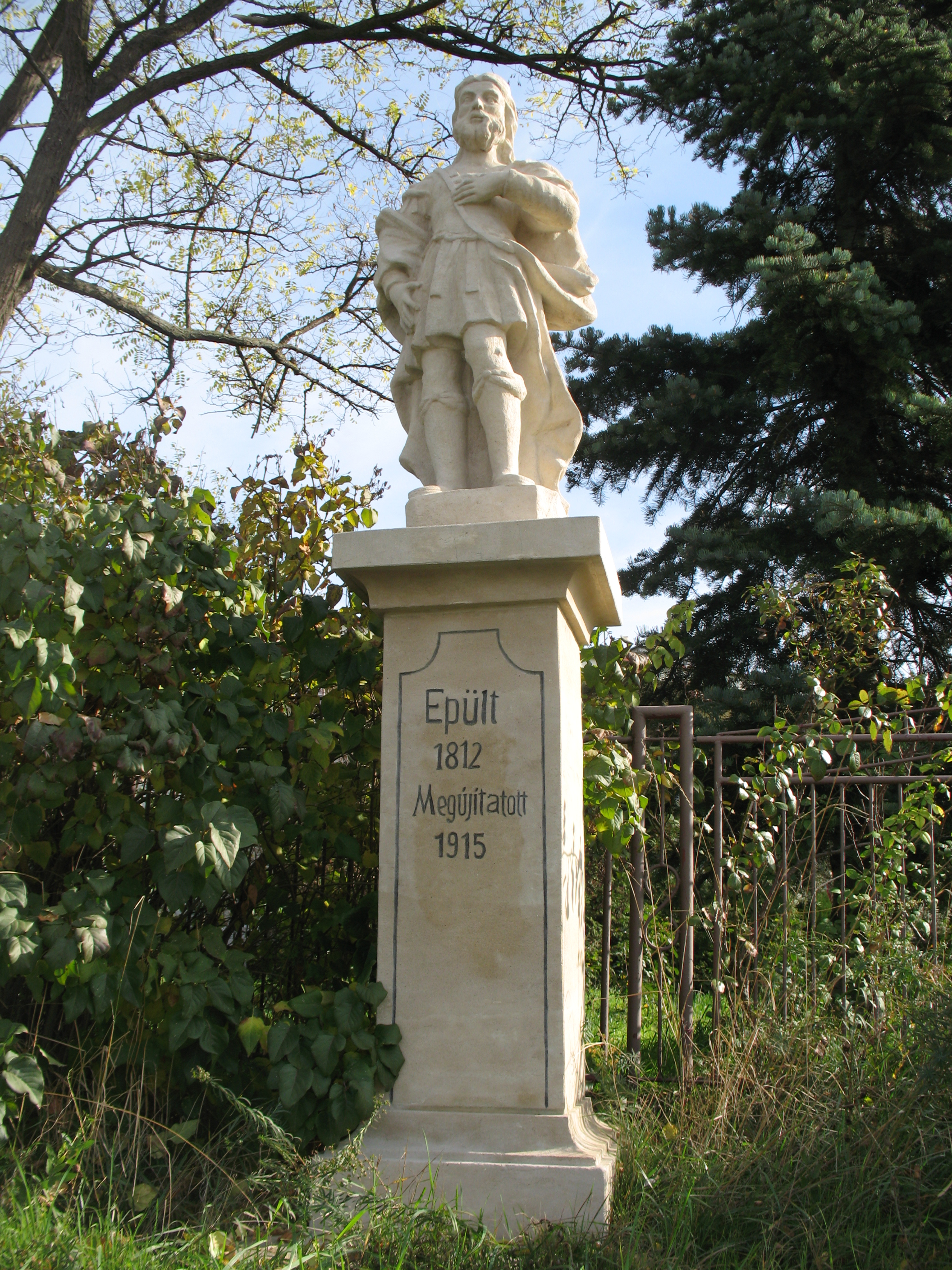
Nagyemőke 1812
Nagyemőke Szent Család
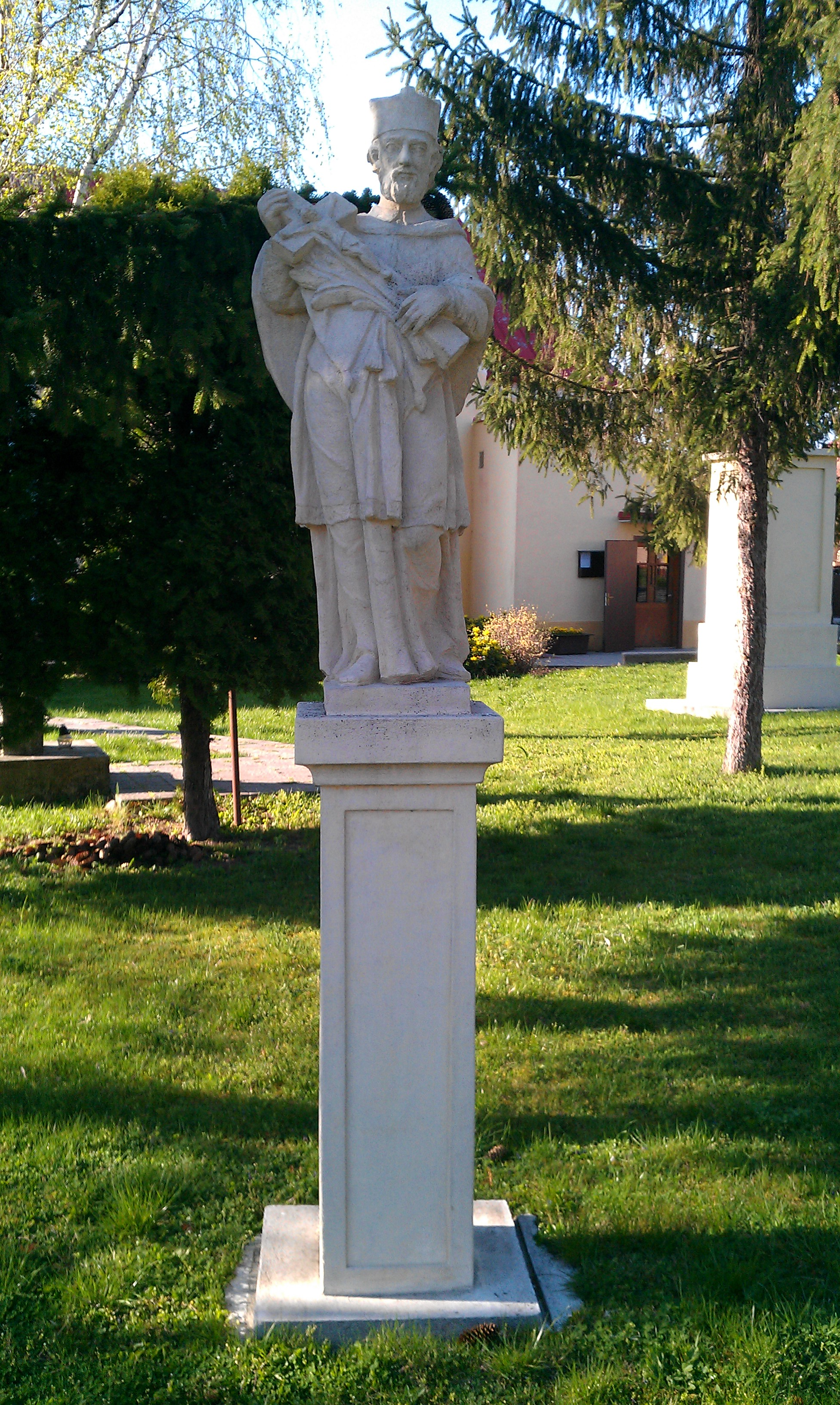
Nagyemőke Nepomuk
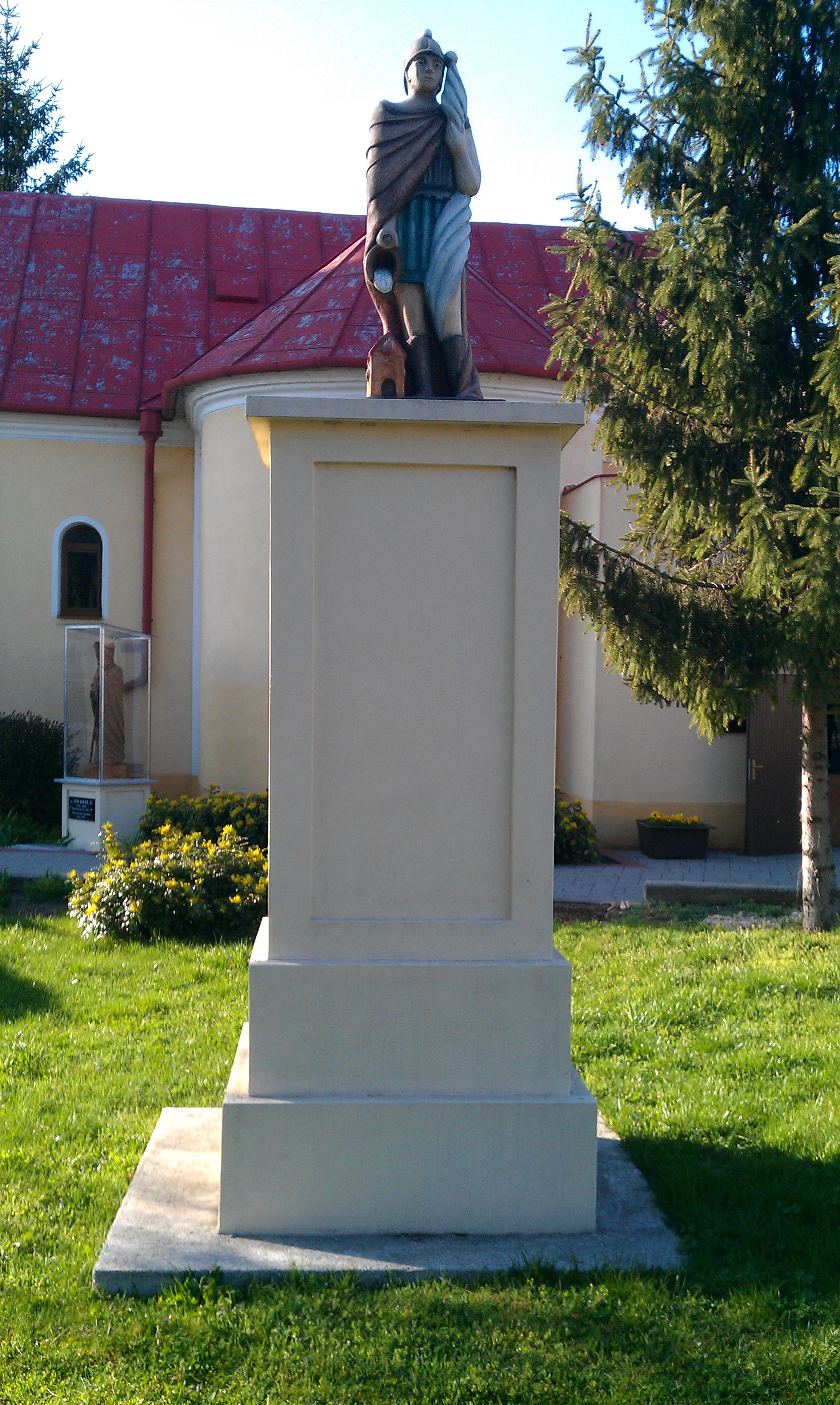
Nagyemőke Flórián szobor

- 1927-1939 között a bíróság épülete előtt állt Otto Gutfreund Masaryk szobra[1]
- II. János Pál pápa szobra
- Corgoň
- Hősök emlékműve (Finta Sándor)
- Nagyboldogasszony-szoborcsoport (Nyitra)

## Egyéb látnivalók

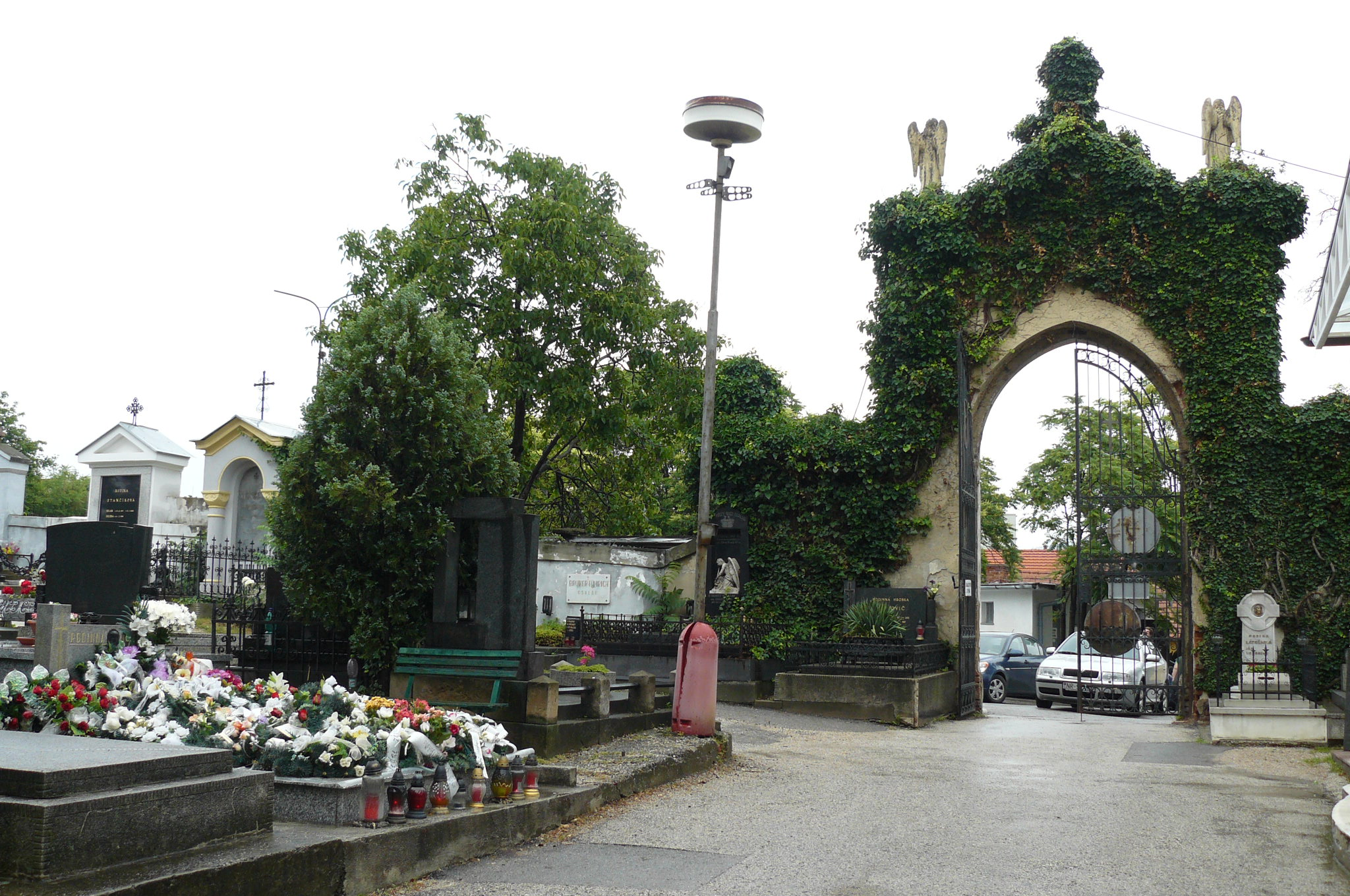
Nyitra öreg temető
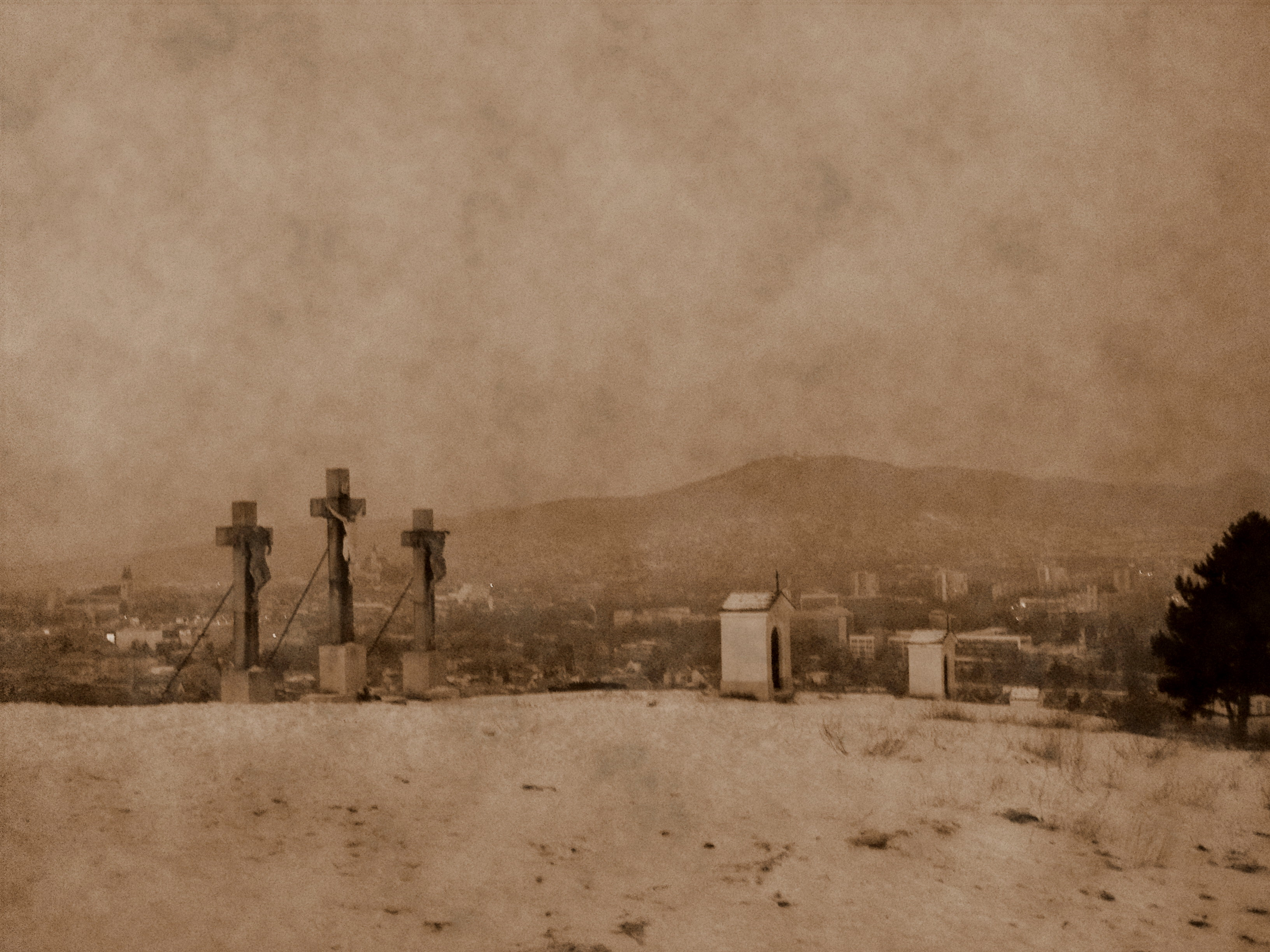
Kálvária
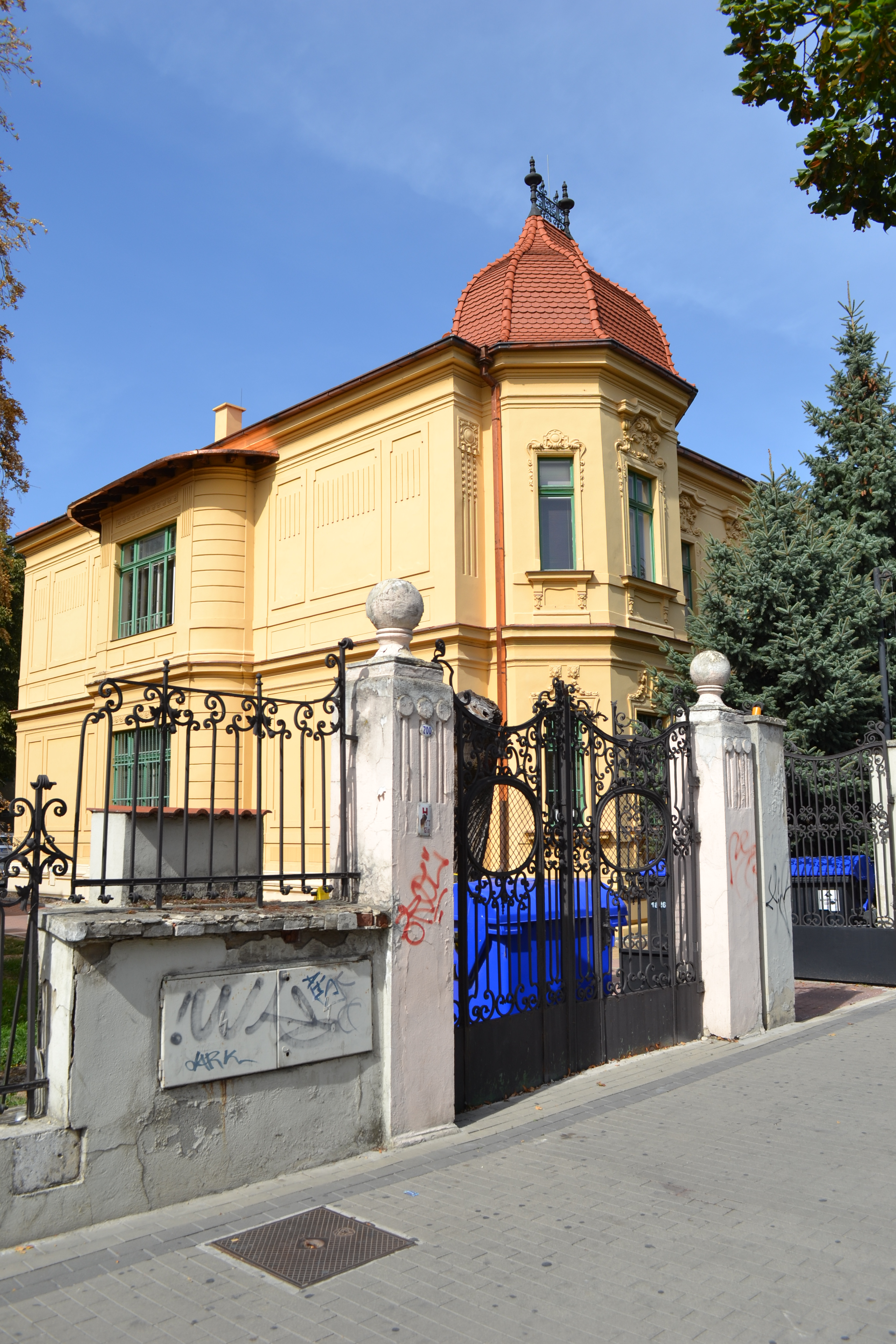
Gyürky-villa
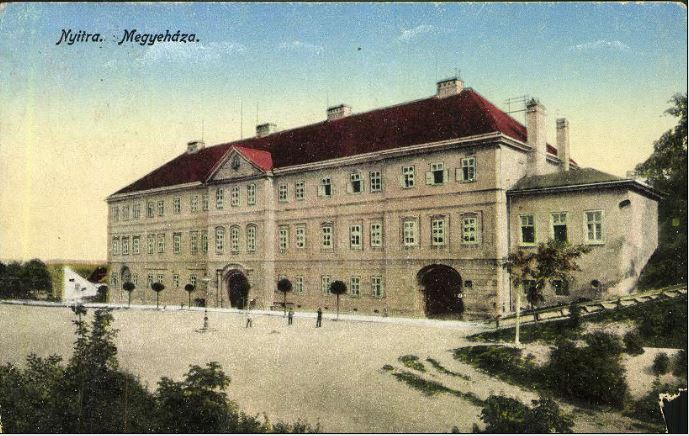
Egykori megyeháza
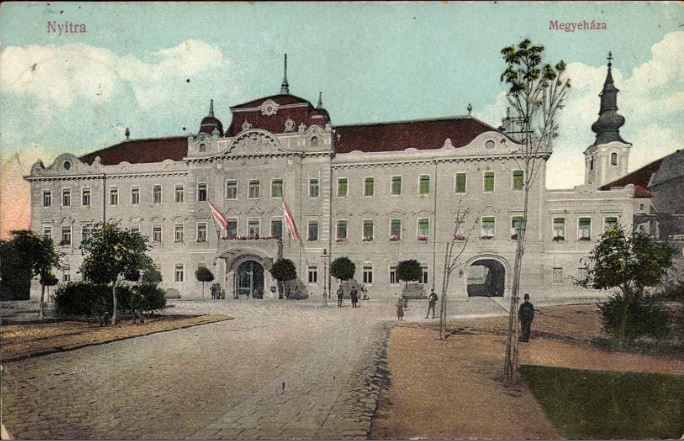
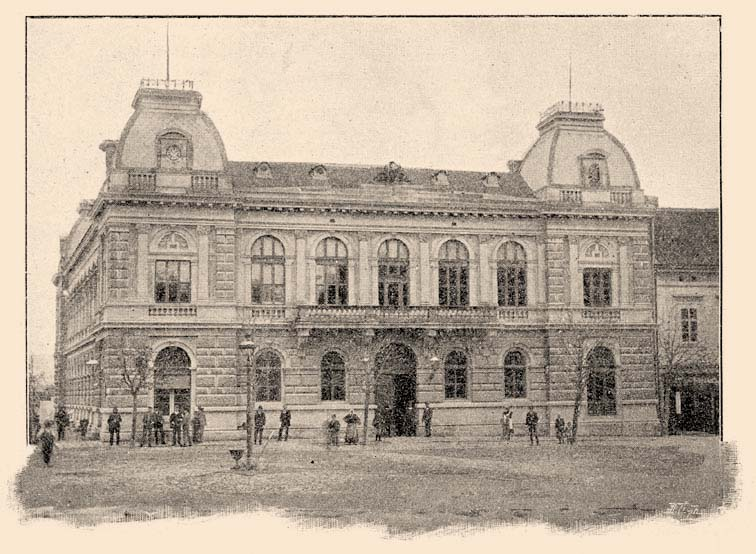
A városháza egykor
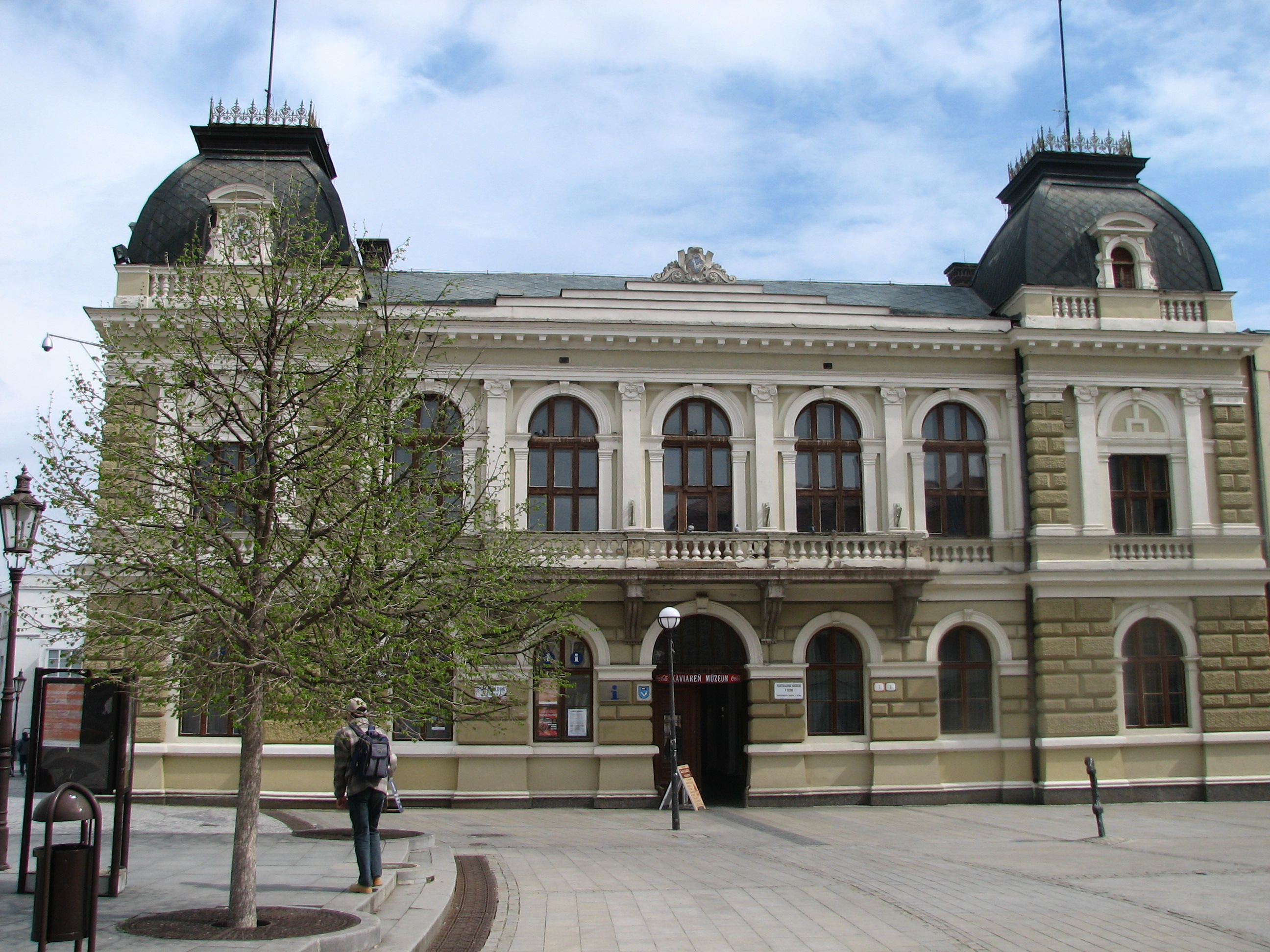
...és ma
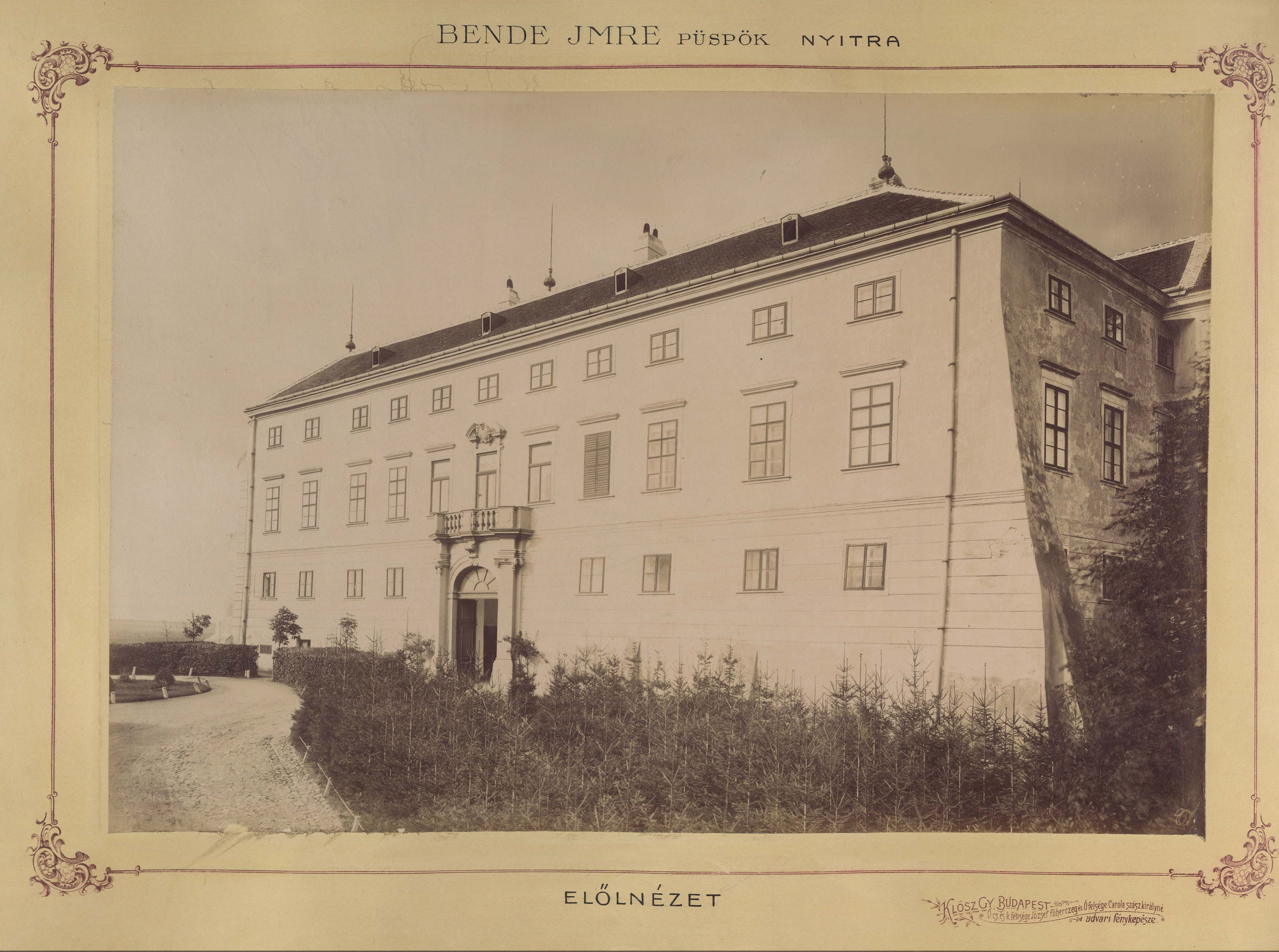
Püspöki palota
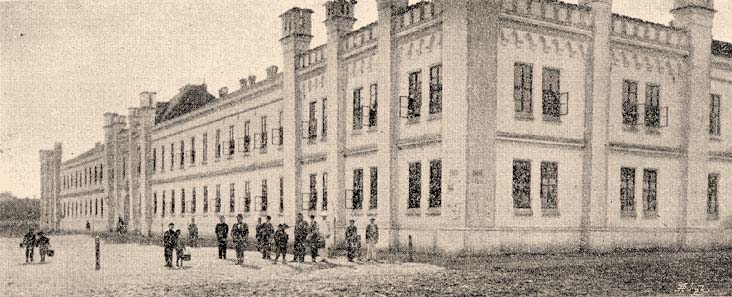
Egykori kaszárnya
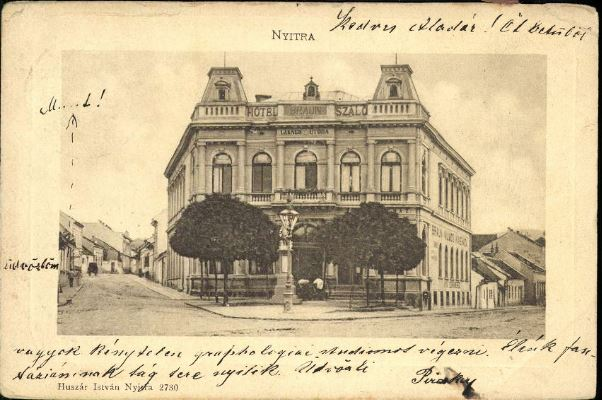
Egykori szálló
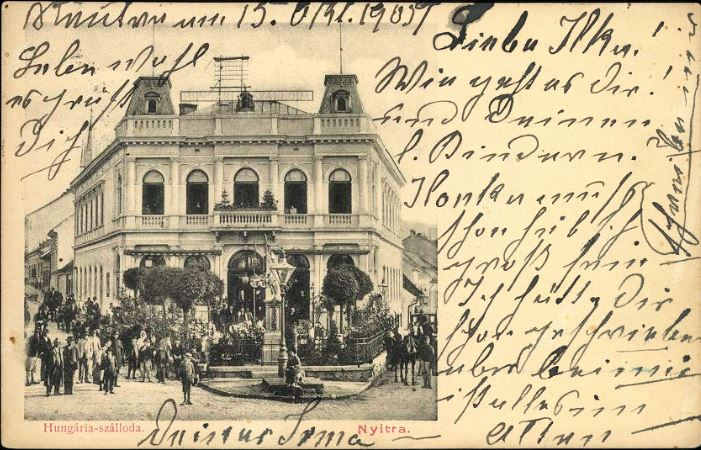
Hungária szálloda
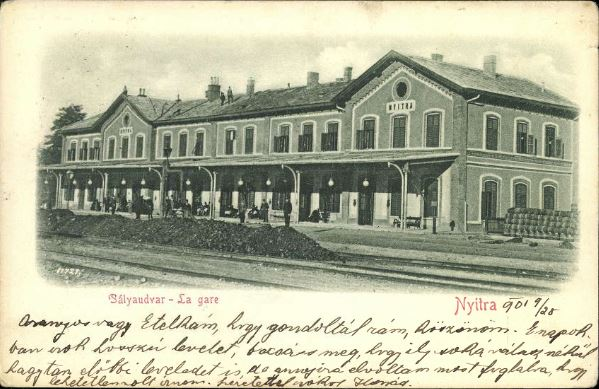
Vasúti pályaudvar

- felsőkörönykényi klasszicista kúria
- könyöki Uzovich kastély
- molnosi első világháborús katonai temető
- párutcai transzformátorház
- párutcai Holokauszt emlékmű
- vármegyeháza
- egykor nyitragerencséri zobor-hegyi millenniumi emlékoszlop
- zobori Szent Zoerard-András remetebarlangja
- zobori Szentlélek Szolgálói Örökimádó Nővérek Zobor-hegyi kolostor